# مردم مازندرانی
مردم مازَنْدَرانی (به‌گونه کوتاه‌شده: مازَنی) یا مردم تَبَری یا مردم تَپوری (مازندرانی: مازِرونی (مازِنی) مردمون یا تَوِری مردمون یا تِپوری مردمون) یکی از اقوام ایرانی‌تبار هستند و به زبان مازندرانی سخن می‌گویند. آن‌ها یکی از کهن‌ترین اقوام ساکن در ایران هستند که در درازای چهار هزار ساله تاریخ تبرستان، هر چند به خاطر پیشینه تاریخی، تقویمی و زبان، ولی خود را جدای از ایران نمی‌دانستند.
تا پیش از حمله مغولان به ایران و ویرانی جرجان باستانی و مهاجرت گسترده از آسیای میانه، مردمان طبری از گرگان باستانی (گنبد کاووس امروزی)، ساری و آمل تا کجور، چالوس و کلار (کلاردشت امروزی) نقش پررنگی در تمدن زرین اسلام داشتند.
دانشمندان، فیلسوف، شاعر، تاریخ پژوه، نویسنده، سیاستمدار و پیشه وران بسیاری از طبرستان بزرگ بابل، گرگان، آمل، ساری و… برخاستند و مردمان تپوری در پرورش دانش پیشرو بوده‌اند مانند این مردان بزرگ: فخرالدین اسعد گرگانی، اسماعیل گرگانی، ابولیث طبری گرگانی، ابوبکر محمد بن حسن طبری چالوسی،
محمد بن جریر طبری، ابوسعید ضریر گرگانی، اسپهبد مرزبان بن رستم بن شروین طبری، طالب آملی، اولیاءالله آملی، سلطان العلماء آملی، ابن فرخان طبری، ابوالحسن طبری، حاسب طبری، ابوطیب طبری، ابوالقاسم طبری و حسن حسن‌زاده آملی …
محل سکونت قوم تبری (مازنی) از شرق به علی‌آباد کتول و از غرب به رامسر می‌رسد و از شمال به دریای مازندران و از جنوب به دامغان، مهدیشهر، گرمسار، فیروزکوه، دماوند، شمیرانات، طالقان و الموت می‌رسد. اتنولوگ جمعیت قوم تبری را دست کم ۴/۶۰۰/۰۰۰ نفر در سال ۲۰۲۱ برآورد کرده ولی در برخی منابع بالای ۶ الی ۷ میلیون (با مازندرانی‌های قزوین، تهران، کرج، قم، سمنان، اصفهان و …) بیان شده است.
مردم مازندران از قوم تَبَری هستند که ریشه در قوم باستانی تپوری و آماردیان دارد. تَپوری (tapuri) یا تَپیری (tapyri) (به یونانی: Τάπυροι) قومی باستانی و از اقوام ایرانی‌تبار است که در تپورستان جنوب دریای مازندران سکونت داشتند و تیره‌هایی از این قوم در نواحی همچون هیرکانیا، پارت، ماد و سکاستان و ارتفاعات شرقی البرز سکونت داشتند. نام این قوم در سنگ‌نوشته‌های ایلامی به‌صورت تپیر (tepir) ذکر شده است. به گفته برخی محققین، تپوری‌ها قومی گسترده پیش از آریایی‌ها بوده‌اند که به وسیلهٔ اقوام مهاجر ایرانی به نواحی کوهستانی عقب رانده شدند. برخی دیگر از محققان تپوری‌ها را از بومی‌های مازندران و نواحی آن از زمان پیش از آمدن آریایی‌ها به ایران می‌دانند. ویلیام اسمیت در فرهنگ لغت جغرافیای یونان و روم می‌نویسد: تپورها قومی بودند که محل سکونت آن‌ها در دوره‌های مختلف تاریخ به نظر می‌رسد در امتداد فضای وسیعی از کشور از ارمنستان به سمت شرق تا آمودریا گسترش یافته بود. استرابون آنها را در کنار دروازه‌های کاسپین و ری، در پارت و بین دربیک و هیرکانی و همراه با آماردی‌ها و سایر مردم در امتداد سواحل جنوبی دریای مازندران قرار می‌دهد که آخرین دیدگاه یعنی سکونت در امتداد سواحل جنوبی دریای مازندران مطابق نظر کوینت کورس و دیونیسوس و پلینی هم است. بطلمیوس در جایی آنها را در زمره قوم‌های سرزمین ماد به حساب می‌آورد و در جایی دیگر آنها را به مارگیانا نسبت می‌دهد. تپوری‌هایی که در پلینی و کوینت کورس به آنها اشاره می‌کند شکی در آن نیست که ناحیه کنونی تبرستان نام خود را از آنها گرفته است. آلیان توصیف عجیبی از تپوری‌هایی که در ماد زندگی می‌کردند ارائه می‌دهد.
به گفته کتزیاس قوم تپور مطیع نینوس فرمانروای آشور بودند. به گفته آریان گروهی از قوم تپور در دورهٔ هخامنشی و اسکندر مقدونی میان هیرکانیا و آمارد حضور داشتند و اسکندر سرزمین آمارد را به سرزمین فرادات فرمانروای تپور ضمیمه نمود. دانشنامه ایرانیکا نیز در مقاله مردمان باستانی ایران، در ارتباط با قوم تپور به گزارش‌های بطلمیوس و استرابون و آریان (مورخ) یونانی و کوینت کورس تاریخ‌نگار رومی استناد کرده است. استرابون قوم‌های کادوسی، آماردی، تپوری و کرتی را به عنوان قوم‌های کوچنده و غارتگر نام برده است که در شمال سرزمین ماد زندگی می‌کردند. کتزیاس اشاره می‌کند که سرزمین‌های تپوری، کادوسی و دربیک توسط آشوریان فتح شد. اخیراً نام قوم تپوری توسط «وتر هنکلمن» (Wouter Henkelman) به همراه دپوراپ قومی ایلامی در دو متن از متن‌ها و الواح بایگانی‌های اداری تخت جمشید مربوط به دورهٔ هخامنشی ذکر شده بود شناسایی شده‌اند. در یک مورد (pf0856) در هفت ماه نخست سال ۲۴ شاهنشاهی داریوش بزرگ (۵۲۲–۴۸۶ پیش از میلاد) به جیره‌هایی به کارگران نوجوان تپوری داده شد اشاره شده است در حالی که در مورد دیگر (fn-nn-2458) مربوط به سال ۲۷ شاهنشاهی داریوش بزرگ (۴۹۵ پیش از میلاد) نام قوم تپوری ثبت شد. دین بیشتر این مردم اسلام (شیعه دوازده امامی) است.

## تاریخ

### تاریخ باستانی قومآمارد

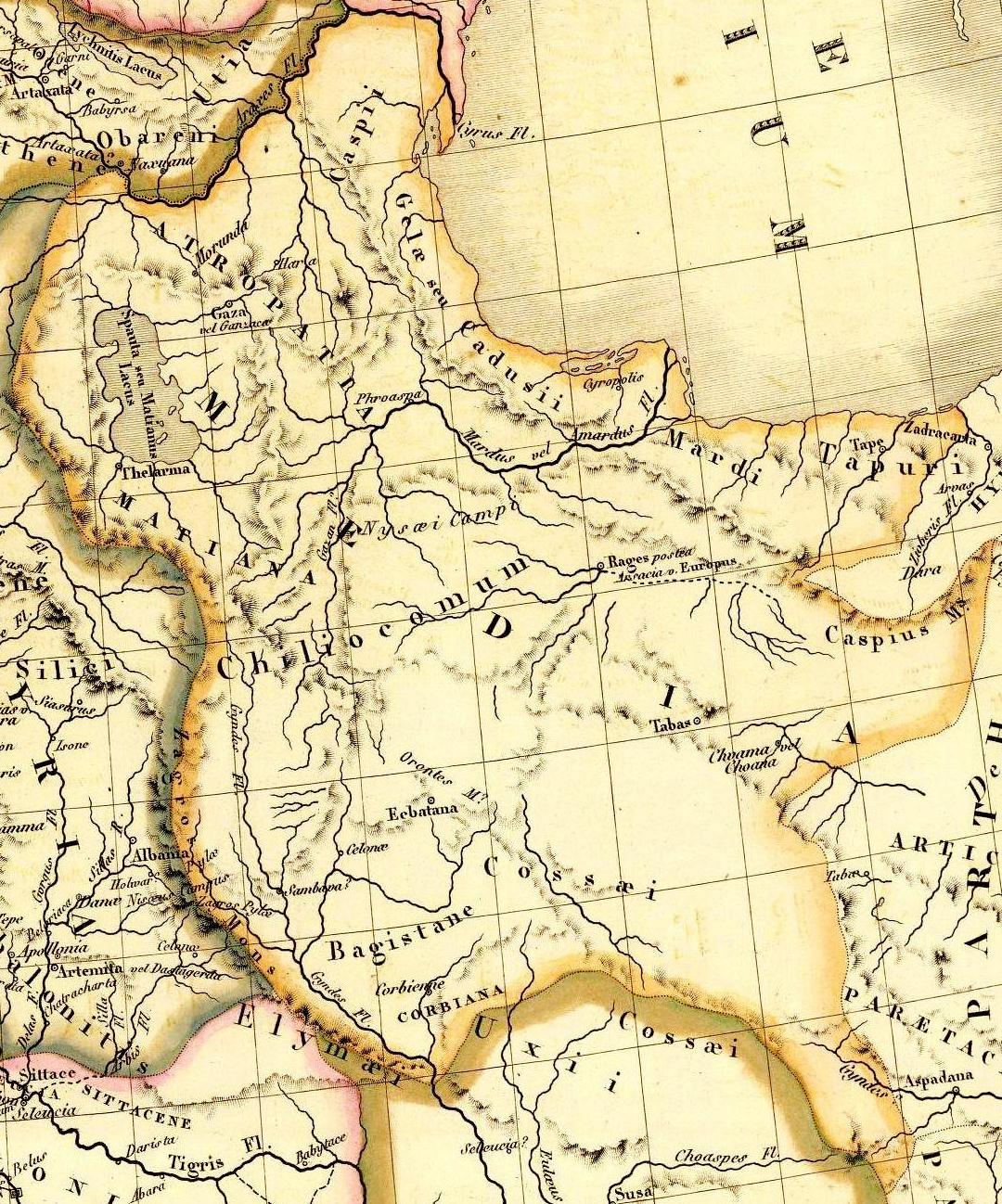
موقعیت قوم تپور و آمارد پیش از کوچ آمارد

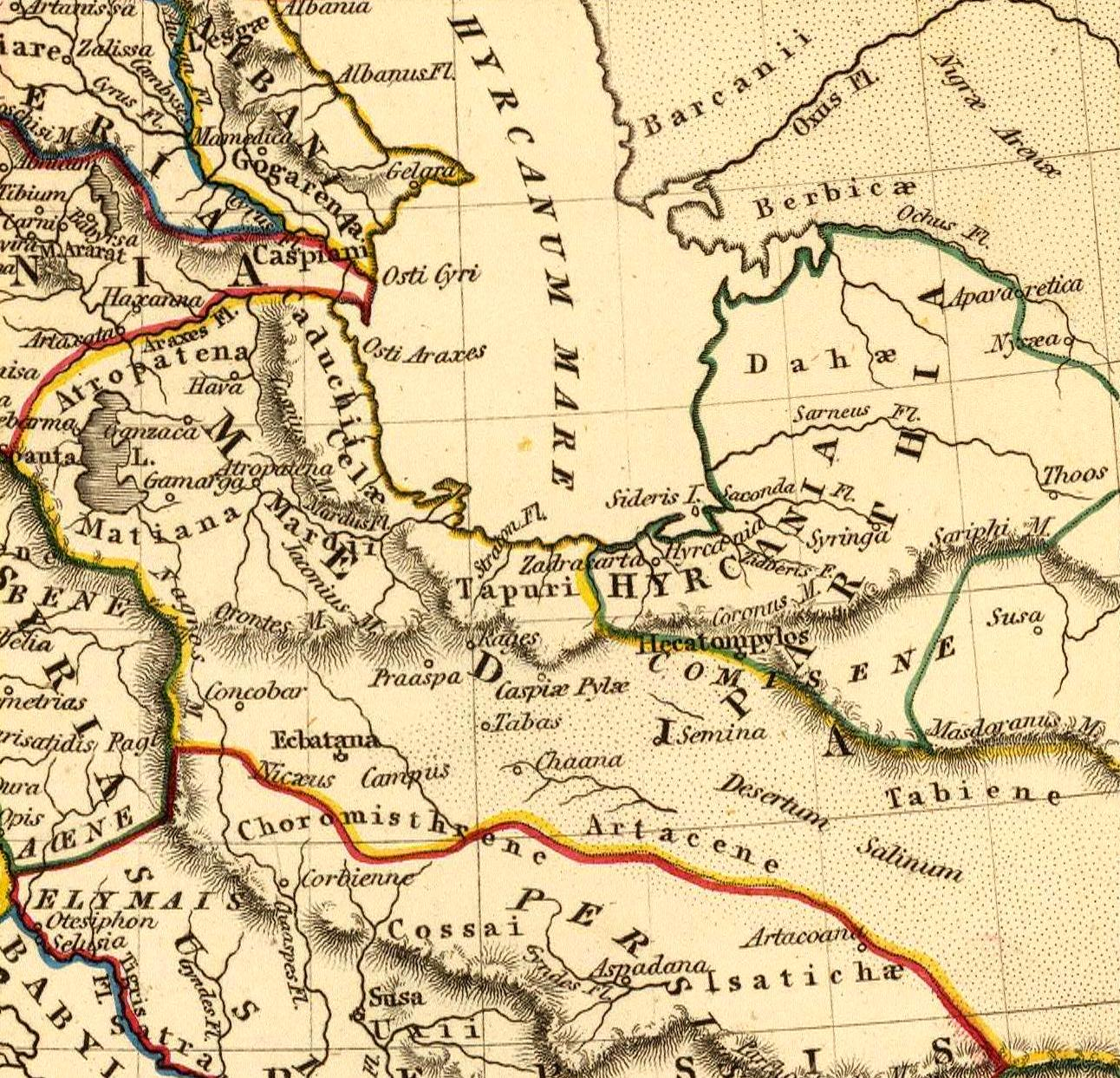
موقعیت قوم تپور و آمارد پس از کوچ آمارد

به اعتقاد مورخان آماردها و تپور نخستین سکنه باستانی مازندران بودند و آماردها از آمل تا تنکابن و تپورها از آمل تا گرگان سکونت داشتند. در عصر هخامنشی در کرانه جنوبی دریای مازندران اقوام، تپوری، آمارد، آناریاکه و کادوسی سکونت داشتند. مورخان آماردها را به مردمان داهه و سکایی و پارسی پیوند داده‌اند.
هرودوت از قبیله مارد (mardes) در کنار دائی‌ها (daens)، دروپیک‌ها (dropiques)، و ساگارتی‌ها (sagarties) به عنوان پارس‌های کوچنشین و صحراگرد یاد کرده است. پلینیوس مورخ یونانی محل آماردها را قسمت شرقی مارگانیا شناسایی کرده است. استرابون(۶۳ ق. م) قوم آمارد را در کنار اقوام تپوری، کادوسی و کرتی به عنوان اقوام کوهستان نشین شمال کشور یاد می‌کند. استرابو می‌نویسد: تمام مناطق این کشور به استثنای بخشی به سمت شمال که کوهستانی و ناهموار و سرد است و محل زندگی کوهنشینانی به نام کادوسی (Cadusii) و آماردی (Amardi) و تپوری (Tapyri) و کرتی (Cyrtii) و سایر مردمان دیگراست، حاصلخیز است.
به گفته ویلفرد مادلونگ، تپورها در ابتدا در قسمت جنوب شرقی منطقه مازندران زندگی می‌کردند، در اوایل تحت تسلط هخامنشیان قرار گرفتند، آماردها توسط اسکندر بزرگ و بعداً توسط پارتیان شکست خوردند و در قرن دوم پیش از میلاد آنها را در اطراف ری اسکان دادند. قلمرو سابق آماردها توسط تپورها اشغال شده بود. بطلمیوس در ناحیه شرق دیلم در ساحل دریای مازندران تنها از تپورها یاد می‌کند.
در دوره حکومت اشکانی ماردها از استقلال داخلی برخوردار بودند و در مقابل قوای حکومت مرکزی ایران به شدت مقاومت می‌کردند. فرهاداول شاهنشاه اشکانی سرانجام توانست آنهارا پس حدود ۵ سال جنگ پیوسته و مقاومت مغلوب و مطیع خود ساخت و آن‌ها رابرای مرزبانی به قسمت شرقی کشور فرستاد. ایزیدور خاراکسی به اقوام آمارد در رشته کوه البرز اشاره می‌کند که در زمان فرهاد اشکانی به خاراکس (گرمسار) کوچانده شدند. ایزیدور خاراکسی می‌نویسد: ماردی‌ها مردم فقیری در رشته کوه‌های البرز بودند که فرهاد اول آنها را شکست داد و آنها را مطیع خود ساخت. فرهاد اول ماردی‌ها را در خاراکس اسکان داد. به گزارش دانشنامه ایرانیکا فرهاد اول اشکانی (۱۷۶–۱۷۱ قبل از میلاد) با هدف گسترش کنترل اشکانیان بر البرز و گسترش جاده شرق به غرب ماد، سرزمین آمارد را فتح کرد. این موفقیت با الحاق قبلی هیرکانی به پادشاهی اشکانیان آماده شده بود. فرهاد اول اشکانی آماردی‌ها را در خاراکس (گرمسار)، در نزدیکی گذرگاه دروازه‌های کاسپین که ماد را به پارت متصل می‌کند، ساکن کرد. احتمالاً وظیفه مهاجران تأمین امنیت جاده بوده است.
احسان یارشاطر در کتاب تاریخ ایران کمبریج در صفحه ۷۶۶ چاپ ۱۹۸۳، تپوری‌ها قومی خوانده است که در دوران فرهاد یکم اشکانی، از پرثوه (Parthyene) به مناطق مرکزی جنوب دریای خزر (مازندران کنونی و حوالی آن) کوچانده شدند و تپورها با قوم آمارد، در همسایگی غربی‌شان، درآمیخته شد و با هضم در جوامع آریایی، قومیت کنونی مازندرانی را تشکیل دادند.
اسدالله عمادی ادعای کوچ قوم تپور از پرثوه به مازندران را رد می‌نماید و می‌گوید پیش از آنکه اشکانیان به قدرت برسند تپورها در مازندران ساکن بودند و کراتر فرمانده یونانی از سرزمین آنها گذشت. نظر مورخان یونانی نیز موافق با نظر اسدالله عمادی است و کتزیاس مورخ یونانی عصر هخامنشی سرزمین تپوری را همان مازندران می‌داند و سرزمین تپوری را سرزمینی ما بین هیرکانی و کادوسی معرفی می‌کند و پولیبیوس نیز کوه‌های تپوری را همان کوه‌های مازندران می‌داند و به این کوه بین دروازه کاسپین (گرمسار) و دریای هیرکانی اشاره می‌کند و استرابون به سرزمین تپوری در نزدیکی ری و دروازه کاسپین (گرمسار) اشاره می‌کند و آریان و کوینت کورس در شرح جنگ‌های اسکندر مقدونی و هخامنشیان به یک ساتراپ به نام ساتراپ تپوری در حاشیه دریای مازندران اشاره می‌کنند که سرزمین آمارد نیز به آن ضمیمه شده بود.
ژرژ راولینسون نیز می‌پردازد به یورش فرهاد یکم به گسترهٔ آماردها در مازندران امروزی و بخش‌های شرقی البرز، و همچنین به برونکرد و کوچ ناگزیر آماردها به‌دست او و جایگزینی قوم تپور در نواحی آمارد نشین اشاره می‌کند.

### تاریخ باستانیتپوری

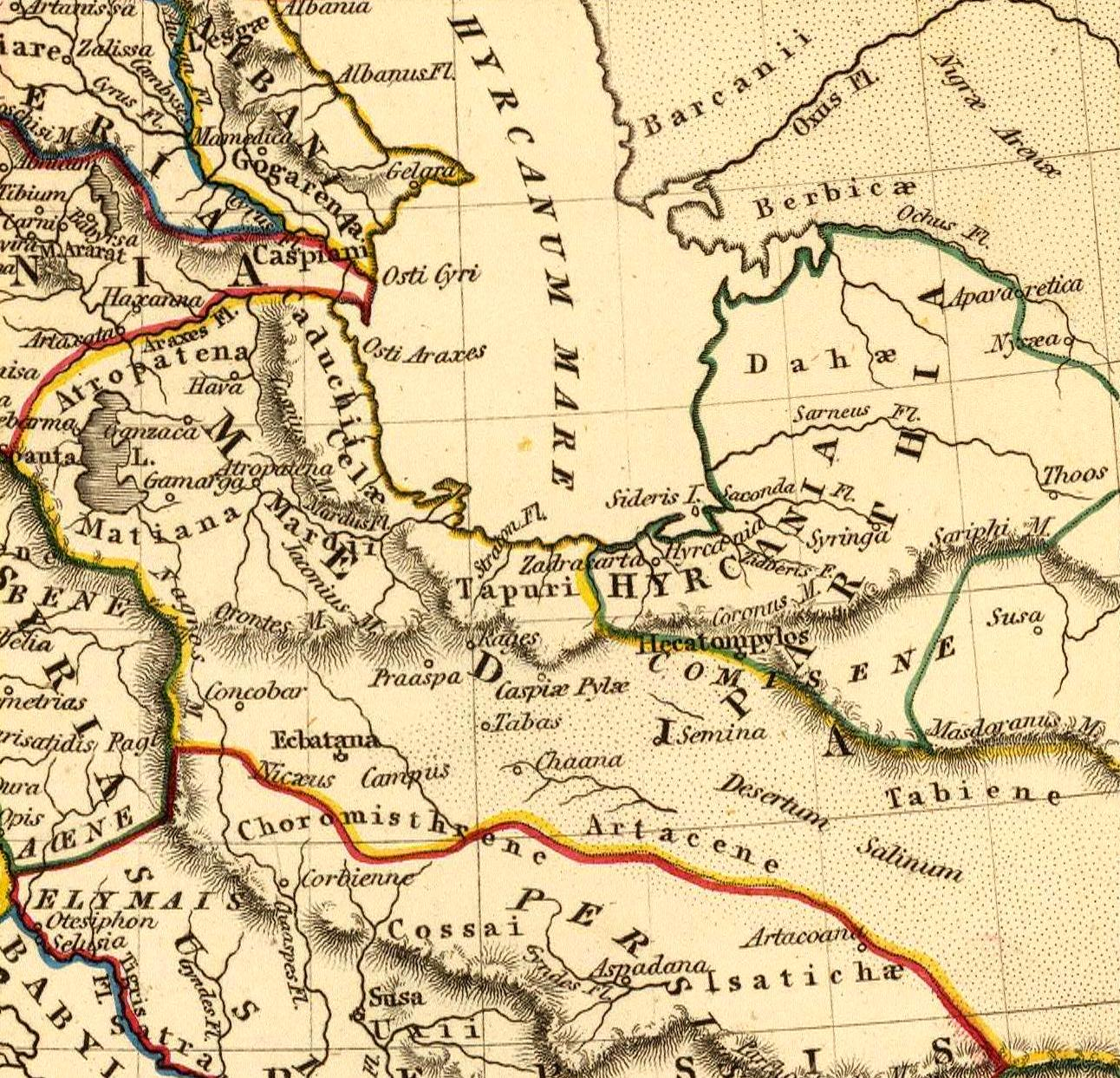
موقعیت تپوری‌ها (Tapuri) در قرن دوم قبل از میلاد، از شرق سپیدرود تا هیرکانیا

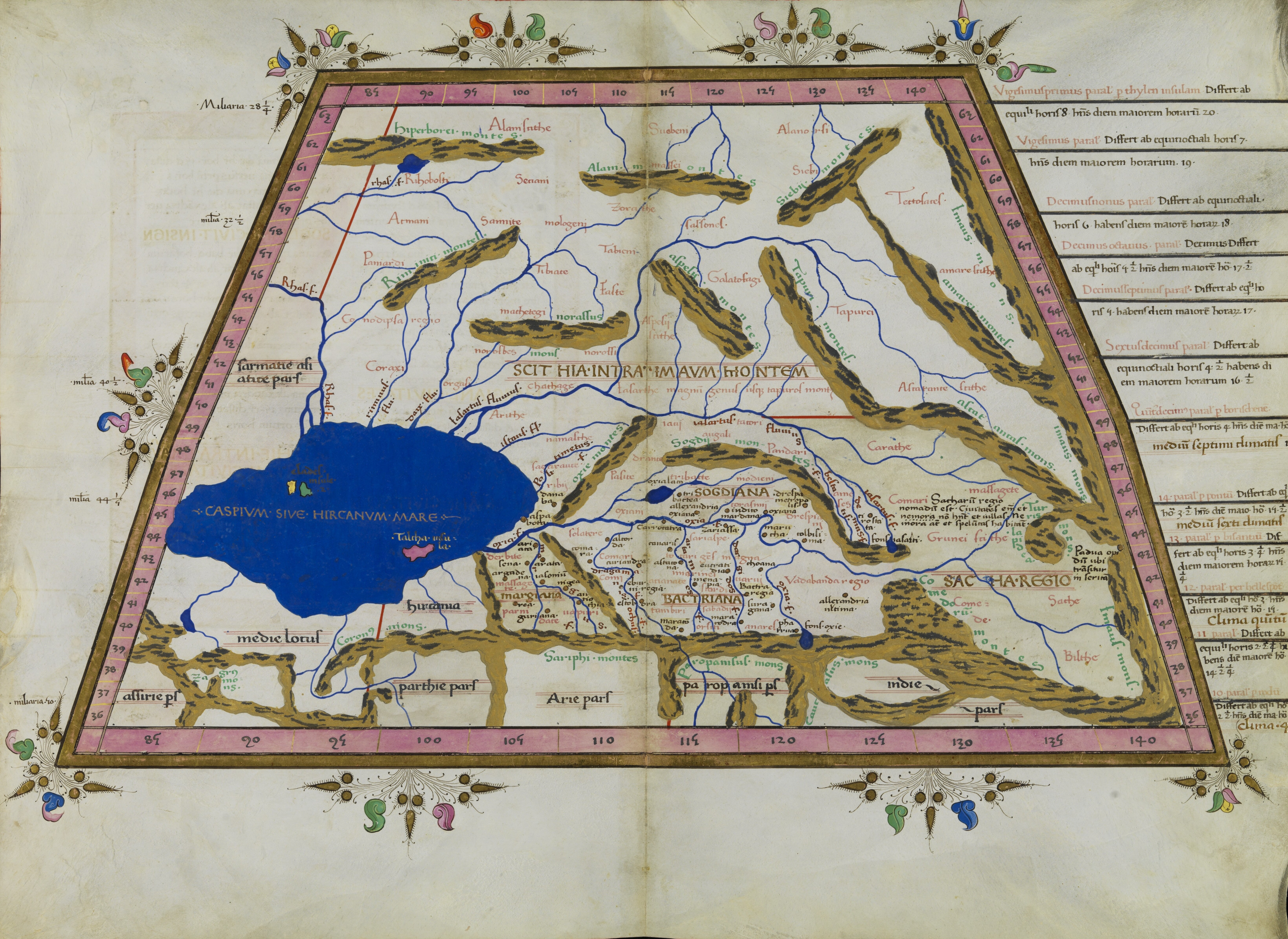
نقشه سرزمین سکاستان منتسب به بطلمیوس اثر ژاکوپ آنجلو مترجم قرن پانزدهم. سرزمین قوم تپورئی (Tapurei) یکی از تیره‌های قوم تپوری در این نقشه دیده می‌شود.

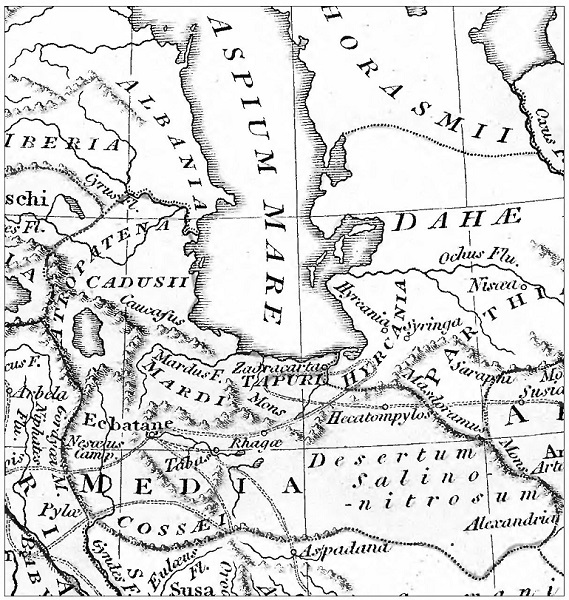
قلمروی تپوری‌ها (Tapuri) در سرزمین ماد جنوب دریای مازندران

در پیوند با تاریخ مردم مازندرانی، باید به این نکته توجه داشت که پیشینه اطلاق نام مازندران به طبرستان، پس از سرایش شاهنامه بوده است و در نگاشته‌های پیش از شاهنامه فردوسی، نامی از مازندران در دست نیست و تاریخ نگاران یونانی و رومی، در گزارش‌های تاریخی خود در عصر آشوریان، هخامنشیان، اسکندر و اشکانیان، نام آن سامان را تپوریا(TAPURIA) قید کرده‌اند. چنانچه در دوران ساسانیان آن را تپورستان خوانده‌اند و پس از یورش عرب‌ها در منابع ایرانی و عربی، به طبرستان معرب شده است. همچنین بسیاری از استادان شاهنامه‌شناس در اینباره کتاب و مقالاتی ارائه کرده‌اند. مانند کتاب «پژوهشی در شاهنامه» نوشته دکتر حسین کریمان، ادیب و لغت‌شناس و مورخ معاصر و استاد دانشگاه شهید بهشتی که در باب تفاوت مازندران شاهنامه فردوسی با مازندران امروزی نوشته شده است.
مردم مازندرانی یکی از اندک شمار اقوام ایرانی‌تبار هستند که امروزه از هویت و نام باستانی قومیت ایشان، در جغرافیای یونانی و رومی چون جغرافیای بطلمیوس و استرابون و همچنین گزارش مورخان یونانی و رومی چون آریان و کوینت کورس، نامی بر جای مانده است.
مردمی که امروزه مازندرانی یاد می‌شوند، همان مردم طبرستان هستند. نام طبرستان معرب نام تپورستان بوده و به پیشینه یکی از اقوام ایرانی‌تبار با نام تپور (تیبارین)، که در حاشیه جنوبی دریای مازندران ساکن بودند بازمی‌گردد. قومی ایرانی‌تبار که در جغرافیای بطلمیوس و جغرافیای استرابون و همچنین در کتاب آناباسیس اسکندر نوشته آریان مورخ یونانی و گزارش کوینت کورس و در هیستوریای هرودوت و همچنین در آثار پولیبیوس و پلینی از این قوم یاد شده است.
از قوم طبری با نام‌های تپوری، تپیری، تیپار، تیبارین، تیبرانی، تبری و طبریان یاد شده است.
احمد کسروی در کتاب کاروند از قول استرابون از قوم تپوران (طبریان) به عنوان شاخه ای از مادها یاد کرده است.
هرودوت(۴۸۴–۴۲۵ ق. م)، در کتاب «هیستوریای»، در زمینهٔ پرداخت‌های ساتراپ‌های امپراتوری هخامنشی به داریوش، از مردمان موشی (moschie)، تیبارین (تپور)(tibarenie)، ماکرون(macrones)، موزیکان (mossynoekie)، و مار (آمارد)(mares) در ساتراپ نوزدهم نام برده است.
به گفته آرنولد جی. توینبی تیپار و تیبارین در عصر هخامنشی صورت دیگر از نام قوم تپور هستند و تمامی این اقوام همچون قوم تپور در تپورستان اقوام کوه‌نشین (به یونانی: tapouroi) بودند. تیپارها و موسخی‌ها (موشی‌ها) دارای فرمانده واحد بودند و ماکرون‌ها با موزیکان‌ها فرمانده واحد داشتند و مارها با کلخی‌ها فرمانده واحد داشتند. تیپارها و ماکرون‌ها و موسخی‌ها (موشی‌ها) با ساز و برگ موسخی رژه می‌روند.
به گفته کتزیاس (۴۴۱–۳۹۲ق. م) نینوس پادشاه آشور تپوریان را مطیع خویش کرد.
کتزیاس از قوم تپور در کنار هیرکانی و کادوسی به عنوان یکی از نواحی نام می‌برد که توسط نینوس پادشاه آشور فتح شدند. به گزارش کتزیاس: از سرزمین‌های واقع در دریا و دیگر سرزمین‌های هم‌مرز با آن‌ها، نینوس مصر و فنیقیه را تحت سلطه خود درآورد، سپس سیلسیرا، کیلیکیه، پامفیلیه و لیکیه، و همچنین کاریا، فریگیه و لیدیه. بعلاوه، او ترود، فریگیه را در هلسپونت، پروپونتیس، بیتینی، کاپادوکیه و همه ملل بربر که در سواحل پنتوس تا تنائیس ساکن هستند تحت کنترل خود قرار داد. او همچنین خود را حاکم سرزمین‌های کادوسی، تپوری، هیرکانی، درانگی، دربیکی، کارمانی، کورمنایی و بورکانی و پارت کرد. او هم به پارس و هم به سوزیانا و کاسپین حمله کرد، همان‌طور که می‌گویند، گذرگاه‌های بسیار تنگی وارد آن می‌شوند، به همین دلیل به عنوان دروازه‌های کاسپین شناخته می‌شوند. بسیاری از ملل کوچکتر دیگر را نیز تحت سلطه خود درآورد، که صحبت دربارهٔ آنها کار طولانی خواهد بود. اما از آنجا که حمله به باکتریا دشوار بود و شامل بسیاری از مردان جنگجو بود، پس از زحمت و تلاش بیهوده، او جنگ با باکتریا را به زمان دیگری موکول کرد و نیروهای خود را به آشور بازگرداند و مکانی را برای تأسیس یک شهر بسیار بزرگ انتخاب کرد.
پولیبیوس (۲۰۵–۱۲۵ ق. م) در کتاب خود، آنجا که از دشت هیرکانیه صحبت می‌کند، اشاره دارد که خارج از مرزهای شرقی (سرزمین ماد)، دشتی بیابانی وجود دارد که تا کوه‌های تپوریه می‌رسد که از دریای هیرکانیه خیلی دور نیست. پولیبیوس می‌نویسد: ماد در آسیای مرکزی قرار دارند و به عنوان یک کل به آن نگاه می‌شود، از نظر وسعت و ارتفاع رشته کوه‌های خود نسبت به سایر مناطق آسیا برتری دارد. باز این مشرف بر کشور برخی از شجاع‌ترین و بزرگ‌ترین اقوام است؛ زیرا در خارج از مرز شرقی خود دارای دشت بیابانی است که پارس را از پارت جدا می‌کند. این مشرف به دروازه‌های کاسپین (caspian gate) است و تحت فرمان آن است و تا کوه‌های تپوری (mountains of the Tapyri) که فاصله زیادی با دریای هیرکانی ندارند، ادامه دارد.
به گفته آریان (۸۶ میلادی) مورخ یونانی گروهی از تپورها بین هیرکانیا و آمارد ساکن بودند که اسکندر مقدونی پس از دست یابی به سرزمین آمارد ولایت آمارد را به ساتراپ تپورستان که والی آن فرادات فرمانده قوم تپور بود ضمیمه کرد.
به گفته پلینی ملت‌هایی که در اطراف دریای هیرکانی قرار گرفته‌اند: در شرق کاسپی منطقه ای واقع شده است که با نام آپاورتن (Apavortene) شناخته می‌شود. جایی که به دلیل حاصلخیزی منحصر به فرد خود، داریوم (Dareium) نامیده می‌شود. سپس به سراغ ملتهای تپوری (Tapyri)، آناریاکه(Anariaci)، استائورس (Staures) و هیرکانی (Hyrcani) می‌آییم.
در کتاب ۶، فصل ۱۴، بخش ۱۲ از جغرافیای بطلمیوس(۹۰–۱۶۸ میلادی) که دربارهٔ سرزمین‌های سکاها در آسیای میانه هست، از تیره‌ای از این قوم به عنوان قومی ساکن در سرزمین‌های سکایی یاد شده است. بطلمیوس این دسته از تپورها را مجزا از تپوری های مازندران میداند و این گروه از تپورها که بطلمیوس آن را تپورئی مینامد در سرزمین سکایی سکونت داشتند. با این حال قوم تپورئی قومی متفاوت از سکاها بودند که ریشه آنها به تپوری های هیرکانیا و تپورستان میرسید. در شمال شرق نقشه بطلمیوسی که ارائه شده، نام قوم تپورئی (tapurei) دیده می‌شود. به‌طوریکه در همین نقشه به روشنی می‌توان دید، فاصله این تیره از تپورها (tapurei) که در سزمین سکاها ساکن هستند با سرزمین گروه دیگری از تپورها (tapuri) که در جنوب دریای مازندران سکونت دارند زیاد است. به گفته بطلمیوس به سمت شرق کوه‌های تپوری (tapuris mountains) و سرزمین سکستان (scymbi scythae) مردم تپوری (tapurei) ساکن هستند.
دو نقشه از کتاب جغرافیای ششم بطلمیوس بخش سرزمین‌های سکایی و دیگری نقشه‌ای از تپورستان در دوران اشکانیان که ضمیمه شده است. نام و محل اسکان قوم تپور در این نقشه‌ها مشخص شده است.
بطلمیوس(۹۰–۱۶۸ میلادی) در کتاب ۶، فصل ۲، بخش ۶ از جغرافیای خود که دربارهٔ سرزمین ماد هست، از تیره دیگری از قوم تپور یاد کرده که در شمال قومس (choromithrena) و منطقه الیماس (elymais) تا سرچشمه رود چرینداس (charindas river) (رودخانه چرینداس در شرق مازندران واقع شده است) در سرزمین ماد ساکن بودند. بطلمیوس می‌نویسد سرزمین قومس (choromithrena) تا پارت ادامه می‌یابد و در شمال آن الیمایس (helymais) هست، از آنجا تا سرچمشه‌های رودخانه چرینداس (charindas) مناطقی هستند که تپوری‌ها (tapuri) ساکن هستند.
استرابون(۶۳ ق. م) اقوام تپوری را در کنار اقوام آمارد به عنوان اقوام کوهستان نشین ماد در شمال کشور یاد می‌کند. استرابو می‌نویسد: تمام مناطق این کشور به استثنای بخشی به سمت شمال که کوهستانی و ناهموار و سرد است و محل زندگی کوهنشینانی به نام کادوسی (Cadusii) و آماردی (Amardi) و تپوری (Tapyri) و کرتی (Cyrtii) و سایر مردمان دیگراست، حاصلخیز است.
استرابون(۶۳ ق. م) اعتقاد دارد نواحی تپور و ری و دروازه کاسپین بخشی از سرزمین ماد بود که اشکانیان بر آن سلطه یافتند و می‌نویسد: مناطقی از کشور پارت قومس (Comisene) و (Chorene) است و می‌توان گفت کل منطقه ای است که تا دروازه کاسپین (Caspian Gates) و ری (Rhagae) و تپوری (Tapyri) گسترش می‌یابد، که قبلاً متعلق به ماد بود.

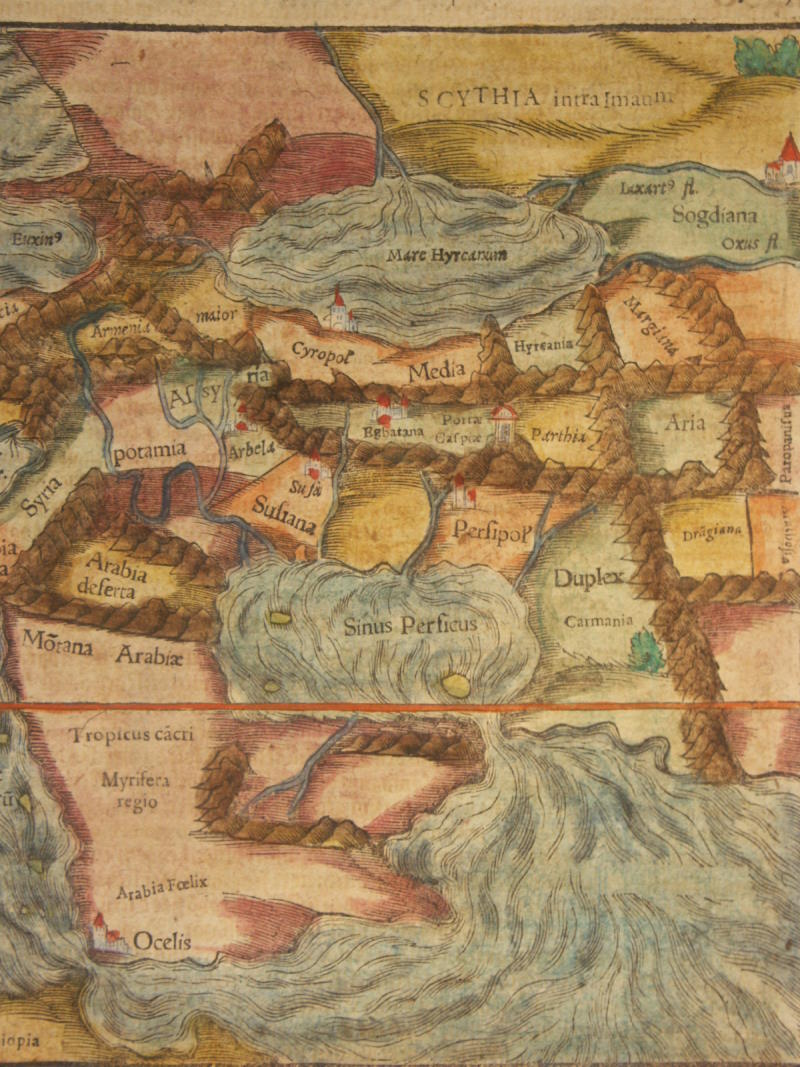
نقشه قدیمی از موقعیت مادها در شمال ایران.

استرابون(۶۳ ق. م) در قسمتی دیگر جایگاه تپورها را بین هیرکانی‌ها و دربیک‌ها معرفی می‌کند و می‌نویسد: گفته می‌شود که تپوری‌ها (Tapyri) بین دربیک‌ها (Derbices) و هیرکانی‌ها (Hyrcanians) زندگی می‌کنند.
در جغرافیای استرابون گروهی از قوم تپور به عنوان قومی ساکن میان سرزمین هیرکانی و سرزمین آریا (خراسان) یاد شده است.
استرابون(۶۳ ق. م) گروهی دیگر از تپورها را ساکن کنارهٔ دریا هیرکانی معرفی می‌کند و از تپورها به عنوان قومی در کنار آناریاکه‌ها (شرق گیلان) نام می‌برد. استرابون می‌نویسد: موقعیت اقوام در حوالی دریای هیرکانی در شرق کاسپی … به اقوام تپوری (Tapyri)، آناریاکه (Anariaci)، استاورس (Staures) و هیرکانی (Hyrcani) می‌رسیم.
استرابون(۶۳ ق. م) اقوام ساکن در حاشیه جنوبی دریای مازندران و غرب هیرکانی را بدین گونه نام می‌برد: تپوری‌ها (Tapyri) بین هیرکانی‌ها و آریایی‌ها زندگی می‌کنند و در یک مدار در اطراف دریا پس از هیرکانی‌ها (Hyrcanins)، آماردی‌ها (Amardi) و آناریاکه (Anariacae) و کادوسی‌ها (cadusi) و آلبانی‌ها (albani) و کاسپی‌ها (Caspii) و ویتی‌ها(viti) و شماری دیگر از مردمان، تا جایی که به سکاها (scythians) می‌رسیم و از سوی دیگر به سرزمین هیرکانی و دربیک‌ها (Derbices) هستند، کادوسیان در مرز ماد و ماتیانی و پایین پرخوآتراس هستند.
استرابون(۶۳ ق. م) تپورها را ساکن پنج مکان متفاوت می‌داند. وی گروهی از تپورها را به عنوان کوهنشین‌های شمال کشور در کنار آمارد نام می‌برد. وی گروه دیگری از تپورها را میان هیرکانی‌ها و دربیک‌ها نام می‌برد. وی دسته دیگر تپورها را میان هیرکانی‌ها و آریا نام می‌برد. وی دسته دیگر از تپورها را در ماد نام می‌برد و مکان دسته دیگر از تپورها را در کنار آناریاکه‌ها می‌داند.
کیپر در کتاب جغرافیای قدیم خود تپورها را شعبه‌ای از اقوام آمارد می‌داند.
به گفته احمد کسروی طبرک نام دو دژ معروف در ری و اصفهان است، یکی دژ طبرک در نزدیکی ری و دیگری کوه طبرک در نزدیکی اصفهان است شکل درست آن تپورک است و شکی نیست که هنگامی این دو مکان، نشیمن دسته‌هایی از قوم تپور بوده است.
به گفته یحیی ذکا در «کاروند کسروی» آورده است: آماردان یا ماردان، در زمان لشکر کشی اسکندر مقدونی به ایران، این تیره در مازندران نشیمن می‌داشتند و آن هنگام هنوز قبایل تپوران به آنجا نیامده بودند ولی سپس چنان‌که از گفته‌های استرابون پیداست در آذربایجان و ارمنستان و پارس و دیگر جاها پراکنده شدند.
تپورها تا عصر هخامنشی از بابل تا گرگان می‌زیستند و به گفته تئودور نلدکه و یوزف مارکوارت، خاک تپورها در بخش جنوبی تپورستان خاوری بوده که آن را پاتشوارش (پتشخوارگر) نام نهاده بودند.
فرادات حاکم تپورهای بخش شمالی تپورستان (دشت و هامون) بوده که با اسکندر مصالحه نمود و تپورهای بخش جنوبی تپورستان (کوهپایه و کوهستان) فرمانروای دیگری داشتند که حاضر به مصالحه با اسکندر نبودند و در نهایت فرادات بر سرزمین تپورهای کوهستان و آماردها دست یافت.
به اعتقاد یوزف مارکوارت تپوری‌ها در زمان اسکندر در آمارد ساکن شدند.
در نقشه‌ای که پومپونیوس میلا در سال ۴۵ میلادی ترسیم نمود طبرستان با نام تیبرانی در کرانه جنوبی دریای مازندران ذکر شده است. دراین نقشه به ترتیب از شرق به غرب اسامی آماردی، کادوسی، هیرکانی و تبیرانی در ساحل جنوب دریای خزر آمده است که تیبرانی همان قوم تپور یا تبر است.
لاتیشف به نقل از دیونیس اسکندرانی مورخ قرن دوم میلادی اقوام اطراف دریای مازندران را بدین ترتیب نام می‌برد: سکاها، اون‌ها، کاسپ‌ها، کادوس‌ها، آلبان‌ها، ماردها، تپورها و هیرکانی.
به گفته ویلفرد مادلونگ، تپورها که در ابتدا در قسمت جنوب شرقی منطقه زندگی می‌کردند، در اوایل تحت تسلط هخامنشیان قرار گرفتند، آماردها توسط اسکندر بزرگ و بعداً توسط پارتیان شکست خوردند و در قرن دوم پیش از میلاد آنها را در اطراف ری اسکان دادند. قلمرو سابق آماردها توسط تپورها اشغال شده بود. بطلمیوس در ناحیه شرق دیلم در ساحل دریای مازندران تنها از تپورها یاد می‌کند. دیلم بخش کوهستانی گیلان بود.
دانشنامه ایرانیکا نواحی یاد شده در گزارش استرابون را در امتداد دروازه کاسپین (شهر بندری دربند یا Caspian Gates) و شهر باستانی ری (در جغرافیای یونای Rhaga) می‌داند که در سرزمین ماد واقع بوده است و چنین نتیجه‌گیری کرده که بنابر این گزارش، دسته دیگری از قوم تپور در آن نواحی گسترده شده بودند. طبق نظر دانشنامه ایرانیکا کوه‌های داخلی ساحل هیرکانی «کوه‌های تپوری» (Tapurian mountains) نامیده می‌شد، سپس مردم آنجا، در کوه‌های بین دربیک و هیرکانی ساکن شدند و تپورها به سمت دروازه کاسپین (دربند قفقاز) و راگا (ری) در ماد گسترش یافتند. این تپورهای غربی (قفقاز) می‌تواند نتیجه یک تقسیم قومی در شمال رود اترک (مرز هیرکانیا و داهه) دانست. و شاید تپورهای سرزمین هیرکانی نیای گروه دیگر از تپورئی‌ها باشند که ساکن سرزمین سکاها بودند و باقی مانده تپورها به شرق و جنوب به سوی مارگانیا (محدوده بین هیرکانیا و آریا) حرکت کردند و گروه دیگر به سمت رودخانه تجن به سمت آریا حرکت کردند. به اعتقاد دانشنامه ایرانیکا تپوری‌های کاسپین (قفقاز) می‌تواند نشان دهنده مهاجرت بعدی به سمت غرب در امتداد بزرگراه اصلی شرق به غرب از مارگانیا باشد. این گروه از تپورها هزار سرباز برای جنگ گوگمل تهیه کرده بودند. ظاهراً تپورها با هیرکانی‌ها در یک صف قرار گرفتند. اسکندر بعدها تپورها را مطیع خود ساخت و وقتی اسکندر وارد شد و تپورها توسط یک ساتراپ جدا (ساتراپ تپور) اداره می‌شدند و آماردها نیز به آنها واگذار شدند.
احسان یارشاطر در کتاب تاریخ ایران کمبریج در صفحه ۷۶۶ چاپ ۱۹۸۳، تپوری‌ها قومی خوانده است که در دوران فرهاد یکم اشکانی، از پرثوه (Parthyene) به مناطق مرکزی جنوب دریای خزر (مازندران کنونی و حوالی آن) کوچانده شدند و تپورها با قوم آمارد، در همسایگی غربی‌شان، درآمیخته شد و با هضم در جوامع آریایی، قومیت کنونی مازندرانی را تشکیل دادند.
اسدالله عمادی ادعای کوچ قوم تپور از پرثوه به مازندران را رد می‌نماید و می‌گوید پیش از آنکه اشکانیان به قدرت برسند تپورها در مازندران ساکن بودند و کراتر فرمانده یونانی از سرزمین آنها گذشت. نظر مورخان یونانی نیز موافق با نظر اسدالله عمادی است و کتزیاس مورخ یونانی عصر هخامنشی سرزمین تپوری را همان مازندران می‌داند و سرزمین تپوری را سرزمینی ما بین هیرکانی و کادوسی معرفی می‌کند و پولیبیوس نیز کوه‌های تپوری را همان کوه‌های مازندران می‌داند و به این کوه بین دروازه کاسپین (گرمسار) و دریای هیرکانی اشاره می‌کند و استرابون به سرزمین تپوری در نزدیکی ری و دروازه کاسپین (گرمسار) اشاره می‌کند و آریان و کوینت کورس در شرح جنگ‌های اسکندر مقدونی و هخامنشیان به یک ساتراپ به نام ساتراپ تپوری در حاشیه دریای مازندران اشاره می‌کنند که سرزمین آمارد نیز به آن ضمیمه شده بود.

### تپورها در عصر آشوریان
به گفته کتزیاس (۴۴۱–۳۹۲ق. م) نینوس پادشاه آشور تپوریان را مطیع خویش کرد.
کتزیاس از قوم تپور در کنار هیرکانی و کادوسی به عنوان یکی از نواحی نام می‌برد که توسط نینوس پادشاه آشور فتح شدند. به گزارش کتزیاس: از سرزمین‌های واقع در دریا و دیگر سرزمین‌های هم‌مرز با آن‌ها، نینوس مصر و فنیقیه را تحت سلطه خود درآورد، سپس سیلسیرا، کیلیکیه، پامفیلیه و لیکیه، و همچنین کاریا، فریگیه و لیدیه. بعلاوه، او ترود، فریگیه را در هلسپونت، پروپونتیس، بیتینی، کاپادوکیه و همه ملل بربر که در سواحل پنتوس تا تنائیس ساکن هستند تحت کنترل خود قرار داد. او همچنین خود را حاکم سرزمین‌های کادوسی، تپوری، هیرکانی، درانگی، دربیکی، کارمانی، کورمنایی و بورکانی و پارت کرد. او هم به پارس و هم به سوزیانا و کاسپین حمله کرد، همان‌طور که می‌گویند، گذرگاه‌های بسیار تنگی وارد آن می‌شوند، به همین دلیل به عنوان دروازه‌های کاسپین شناخته می‌شوند. بسیاری از ملل کوچکتر دیگر را نیز تحت سلطه خود درآورد، که صحبت دربارهٔ آنها کار طولانی خواهد بود. اما از آنجا که حمله به باکتریا دشوار بود و شامل بسیاری از مردان جنگجو بود، پس از زحمت و تلاش بیهوده، او جنگ با باکتریا را به زمان دیگری موکول کرد و نیروهای خود را به آشور بازگرداند و مکانی را برای تأسیس یک شهر بسیار بزرگ انتخاب کرد.

### تپورها در عصر هخامنشیان
آریان مورخ یونانی ترکیب سپاه هخامنشی در جنگ گوگمل را چنین آورده است: باختری‌ها، سغدی‌ها و هندی‌های مجاور باختر به فرماندی بسوس والی باختر بودند. ساک‌ها که از سکاهای آسیایی و مستقلند ولی متحد داریوش هستند و تحت فرماندهی ماباسس هستند. هندی‌های کوهستان تحت فرماندهی برسائت والی رخج بودند.
سوارهای پارتی، هیرکانی و تپوری تحت فرماندهی فراتافرن بودند. مادی‌ها، کادوسی‌ها و سکاها تحت فرماندهی آتروپات بودند. سکنه دریای سرخ را اُرُن‌توبات و آریوبرزن و اکسی‌نِس اداره می‌کردند. بر شوشی‌ها و اوکسیان اُگزاتر پسر آبولیتاس ریاست داشت و بر بابلی‌ها، سی‌تاکیان و بر کاریان، بوپار ریاست داشت. ارمنی‌ها به سرداری اُرونت و میثروس‌تِس بودند و کاپادوکی‌ها به سرداری آری‌آرسِس بودند و سل سوریان و بین‌النهرینی‌ها به فرماندهی مازه والی بابل بودند.
آریان در مورد آرایش جنگی چنین آورده است: در جناح چپ سواره نظام غربی و دهایی و رخجی صف بسته بودند و نزدیک آن سواره نظام و پیاده‌نظام پارسی که با هم مخلوط بودند. در جناح راست سل سوریان، اهالی میانرودان، مادی‌ها، پارتی‌ها، سکاها و پس از آن تپوری‌ها و هیرکانی‌ها ایستاده بودند. در قلب، داریوش با تمام خانواده و نجبای ایران قرار گرفته بود و هندی‌ها و کاریان و آناپاست‌ها و تیراندازان آمارد در اطراف او بودند.
بنابر گزارش کوینت کورس مورخ رومی، ۱۰۰۰ سواره نظام تپوری در جنگ گوگمل و در ارتش داریوش سوم هخامنشی حضور داشتند.

### نبرد آماردها و تپورها با اسکندر
کوینت کورس می‌نویسد: در همسایگی هیرکانیا مردمی می‌زیستند که موسوم به ماردها بودند. اینها حاضر نشدند رسولانی نزد اسکندر فرستاده و تمکین کنند. این قضیه بسیار به اسکندر گران آمد و گفت: خیلی غریب است که یک مشت مارد نمی‌خواهند مرا فاتح بدانند. پس از آن از قشون خود عده ای از سپاهیان زبده برداشته و قصد ماردها حرکت کرد و در طلیعه صبح مقابل آنها پدید آمد. ماردها بلندی‌ها رااشغال کرده بودند و اسکندر پس از جنگ آنها را از مواقعشان براند. بر اثر این احوال آنها به داخل مملکت خود عقب نشستند و دهات همجوار به دست مقدونی‌ها افتاد. ولی پس از آن حرکت قشون مقدونی به درون ولایت آنها دچار مشکل گردید، توضیح آنکه جنگل‌های وسیع و کوه‌های بلند در اینجا زیاد بود و بومی‌ها جلگه‌ها را هم با استحکاماتی سد کرده بودند.
کوینت کورس این استحکامات را چنین شرح می‌دهد: تپوری‌ها مخصوصاً (به عمد) درختان را خیلی نزدیک به هم کاشته‌اند. پس از آنکه این درختها قدری نشو و نما کرد، ماردها جوانه‌های درختان را با دست در خاک فرو می‌برند و هر یک از جوانه‌ها جوانه‌های دیگری را بیرون می‌دهد ولی تپوری‌ها نمی‌گذارند جوانه‌ها به‌طور طبیعی برویند بلکه آنها را بهم نزدیک کرده گره می‌زنند و بعد این ترکه‌ها دارای برگهای ضخیم می‌گردد تمام این زمین را فرو می‌گیرد. بدین ترتیب از جوانه‌ها و شاخ و برگ‌های آنها دامی مانند تور ایجاد شده تمام راه را مسدود می‌دارد. برای حرکت قشون اسکندر چاره ای جز استعمال تبر نبود ولی آنهم در مقابل سختی درختان که از گره‌های زیاد و از شاخه‌های درهم دویده حاصل شده بود به کار نمی‌آمد.
از طرف دیگر تپوری‌ها در پناه استحکامات خود به مقدونی‌ها باران تیر می‌باریدند. بالاخره اسکندر امر کرد که این جنگل‌ها را از هر طرف احاطه کنند و اگر روزنه‌ای یافتند حمله برند. مقدونی‌ها چنین کردند و چون محل را نمی‌شناختند اغلب مقدونی‌ها راه را گم کردند. در این احوال تپوری‌ها اسب اسکندر که بوسیفال نام داشت را ربودند. اسکندر چون این اسب را خیلی دوست می‌داشت در خشم فرورفت جارچی فرستاده، تهدید کرد که اگر اسب او را پس ندهند به احدی امان نخواهد داد. پس از این تپوری‌ها اسب را به او رد کردند با وجود این اسکندر امر کرد درختان را بیندازند از کوه خاک آورده روی جوانه‌ها و شاخ و برگ‌ها بریزند. مقدونی‌ها به اجرایی امر اسکندر پرداختند و تپوری‌ها چون دیدند استحکامات آنها بدین ترتیب خراب خواهد شد فرستاده‌ای فرستادند و تمکین کردند. پس از آن اسکندر فرادات را حاکم آنها قرار داده و به اردوی خود برگشت.
فرادات حاکم تپورهای بخش شمالی تپورستان (دشت و هامون) بوده که با اسکندر مصالحه نمود و تپورهای بخش جنوبی تپورستان (کوهپایه و کوهستان) فرمانروای دیگری داشتند که حاضر به مصالحه با اسکندر نبودند و در نهایت فرادات بر سرزمین تپورهای کوهستان و آماردها دست یافت.

### نبرد آماردها با اسکندر
آریان می‌نویسد: اسکندر با هیپاسپیست‌ها و تیراندازان آگریانی و دسته‌های سنوس و آمین‌تاس و کمانداران سواره و نیمی از سواره نظام به ولایت ماردها رفته و اسرای زیاد گرفت و اکثر اشخاصی را که جنگ کرده بودند کشت. چون محل‌های این مردم سخت و به علاوه این ولایت فقیر است هیچ مرد جنگی قبل از اسکندر به اینجا نیامده بود. فاتح ناگهان از ولایت آنها گذشت و قبل از اینکه متوجه شوند بر آنها تاخت. این مردم به جاهای سخت کوه‌ها پناه بردند و اسکندر در آنجا هم بر ماردها فایق آمد و پیروز شد. ماردها فرستاده‌ای فرستادند و مطیع اسکندر گشتند. اسکندر ولایت ماردها را به به تپورستان که والی آن فرادات بود ضمیمه کرد.

### فرادات حاکم تپورها در عصر اسکندر
فرادات فرمانده قوم تپور در نبرد هخامنشیان و یونانیان و همچنین والی تپورستان در عهد خشیارشای بزرگ و اسکندر مقدونی است.
به گزارش لوسیوس فلاویوس آریان گزنفون مورخ یونانی زمانی که اسکندر به ولایت هیرکانیا رفت قشون خود را سه قسمت کرد؛ قسمتی که از همه زیاد تر بود با خود به زادراکرات برد و قسمت دیگر را با کراتر به مملکت تپوری‌ها (تپوری‌های ساکن در هیرکانیا) برد و قسمت سوم را به سرداری اری گیوس مأمور بود که با بار و بنه و خارجی‌ها حرکت کند.
پس از اینکه اسکندر از معابر هیرکانیا گذشت وارد زادراکرات (ساری یا استراباد) شد در اینجا کراتر به او رسید. در این هنگام ارته باذ با سه پسر خود که نامشان سوفن و آریو برزن و ارسام بود نزد اسکندر آمد. فرادات فرمانده تپوری‌ها و نمایندگان یونانی‌های اجیر هم با اینها آمدند. اسکندر ارته باذ را به احترام پذیرفت و فرادات را فرمانده تپورها و والی تپورستان ابقا کرد.
پس از آنکه اسکندر وارد شهر آروس گردید و کراتر و اریگسوس را در اینجا یافت. آنها فرادات حاکم تپوری‌ها را همراه آورده بودند. اسکندر این اسیر را خوب پذیرفت. پس از آن آن مناپیس را که در زمان اُخُس فرار کرده و به دربار فلیپ پناهنده شده بود والی هیرکانیا کرد و فرادات را به حکومت تپورستان ابقا داشت.

### شکل‌گیری ساتراپ تپوری در دوران اسکندر
اسکندر پس از دست یابی به سرزمین آمارد ولایت آمارد را به تپورستان که والی آن فرادات بود ضمیمه کرد.
نواحی شرقی کشور که شامل ایران و بخش‌هایی از آسیای میانه و هندوستان بودند و از چهارده ساتراپ نشین تشکیل می‌شدند:
1. پارس
2. پارتاکن
3. کرمان
4. ماد
5. تپوری (به ضمیمه آمارد)
6. پارت
7. هیرکانیا
8. باختر
9. هریوه (به ضمیمه درانگیانا)
10. گدروسیا (به ضمیمه کشور اوریتان)
11. آراخسیا
12. پاروپانیسادان
13. هندوستان این سوی سند
14. هندوستان آن سوی سند

### تپورها در عصر سلوکیان و اشکانیان
در دوران اسکندر مقدونی سرزمین آمارد به سرزمین تپور ضمیمه گشت.
تیرداد اشکانی دومین پادشاه اشکانی هیرکانیا و کومس و کناره‌های جنوبی دریای مازندران که ممکلت اقوام تپوری بود را به تصرف خود درآورد و پایتخت خود را به شهر سلوکی صد دروازه در ناحیه کومس انتقال داد. تیرداد اشکانی در سال ۲۲۱ پیش از میلاد در گذشت و ارشک دوم به پادشاهی رسید و قلمروی پارتیان تا سال ۲۰۹ پیش از میلاد تا همدان در ماد می‌رسید. سرزمین تپوریه در زمان ارشک دوم مورد حمله آنتیوخوس سوم قرار گرفت. آنتیوخوس سوم در عین اینکه با پایداری سختی مواجه بود به سرزمین تپوریه در البرز تاخت و هیرکانیا را نیز به تصرف خود درآورد و با ارشک دوم پیمان یگانگی بست. در این دوره پادشاهی اشکانی با وجود اینکه با فتوحات سلوکیان محدود و کوچک شده بود ولی بر پا ماند. پس از آن نیز با تاخت و تازهای دولت یونانی بلخ بار دیگر قلمرو شاهنشاهی اشکانی کوچکتر شد. پس از مرگ ارشک دوم در سال ۱۹۱ پیش از میلاد فریاپت شاه شد و دو پسر به نام‌های فرهاد و مهرداد داشت که فرزند بزرگتر فرهاد شاه شد. در این دوره آنتیوخوس سوم در جنگ با روم شکست خورده بود و در دفاع از قلمروی خود ناتوان شده بود. فرهاد اول بر آماردیان و دیگر اقوام ساکن رشته کوه‌های البرز تاخت و سرزمین تپوریه و هیرکانیا و سایر نواحی را به تصرف خود درآورد و مرز پارت را تا مغرب دربند خزر گشود و آماردیان را به شهر خاراکس (خوار) کوچ داد. پس از فرهاد قدرت به برادرش مهرداد یکم رسید. در این دوره سرزمین تپوریه مدتی تحت تسلط اوکراتید حاکم دولت یونانی بلخ درآمد ولی مهرداد یکم در سال ۱۶۰ پیش از میلاد سرزمین تپوریه را بار دیگر به تصرف خود درآورد. سرزمین تپوریه تا زمان بلاش یکم تحت سیطره اشکانیان باقی ماند ولی در زمان بلاش اول سرزمین تپوریه و دیگر نواحی جنوبی دریای مازندران مورد حمله و تاخت و تاز آلان‌ها قرار گرفت و حتی آلان‌ها از جنوب دریای مازندران و سرزمین تپوریه گذشته و به این طرف و آن طرف ارس در حال تاخت و تاز بودند ولی به نظر می‌رسد بلاش توانست کنترل سرزمین تپوریه را در دست بگیرد و به‌طوریکه در اواخر عهد اشکانیان خاندان گشنسب شاهان گرشاهی بر ولایت تپوریه حکم می‌راندند و حتی در دوران شاهنشاهی ساسانی قلمروی خود را تا گیلان توسعه دادند.

#### اخراجآمارد‌هاو ورود قوم تپور به نواحی آماردنشین

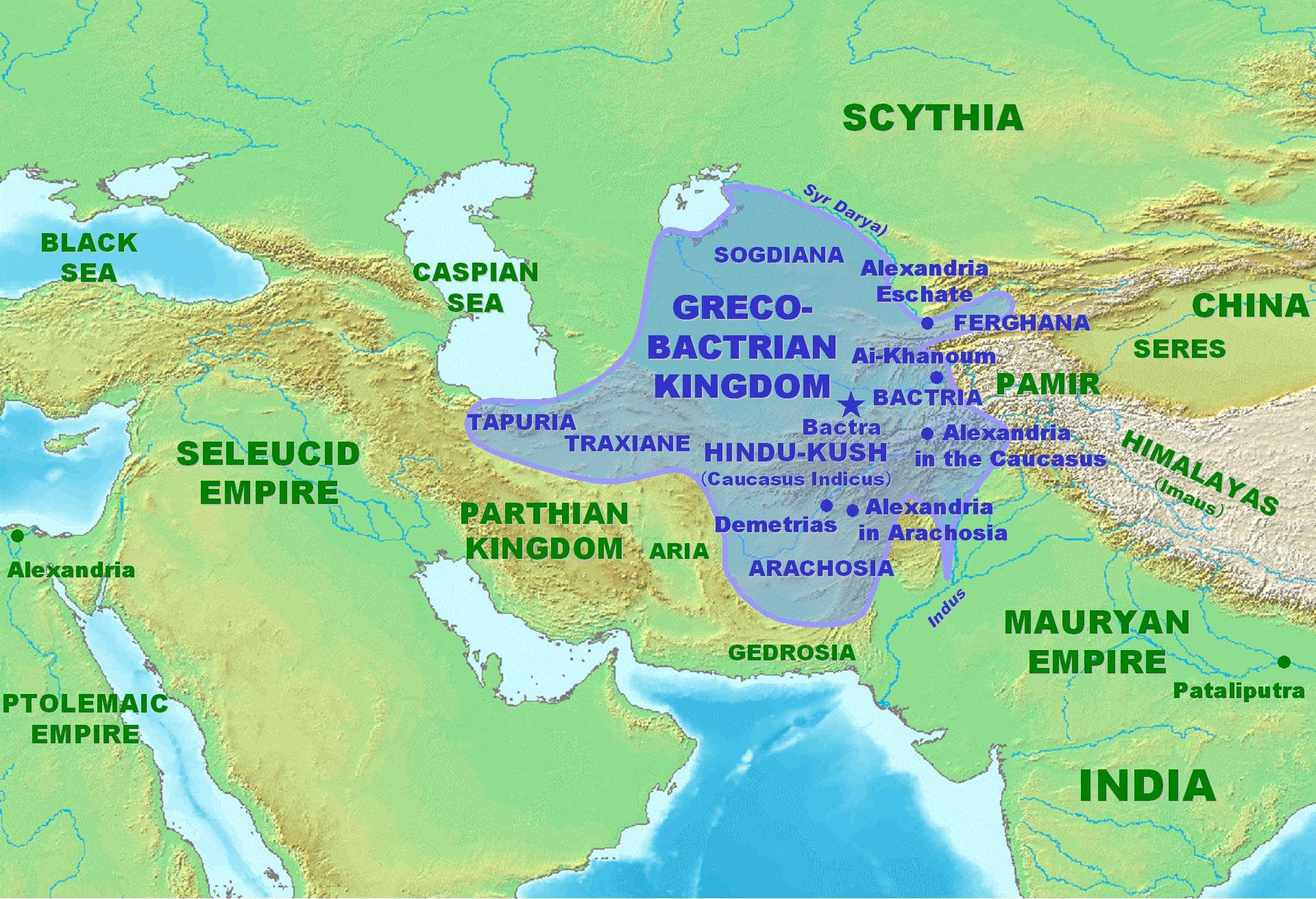
نقشه دولت یونانی بلخ. نام سرزمین Tapuria در جنوب دریای خزر دیده می‌شود.

تپورها و آماردها در همسایگی یکدیگر بودند و پس از کوچ اجباری آماردها، تپورها در نواحی آماردنشین جایگزین آماردها گشتند.
به گفته ویلفرد مادلونگ، آماردها توسط اسکندر بزرگ و بعداً توسط پارتیان شکست خوردند و در قرن دوم پیش از میلاد آنها را در اطراف ری اسکان دادند. قلمرو سابق آماردها توسط تپورها اشغال شده بود. بطلمیوس در ناحیه شرق دیلم در ساحل دریای مازندران تنها از تپورها یاد می‌کند.
پس از قدرت‌گیری اشکانیان، در دوران فرهاد یکم اشکانی، فرهاد به آماردها حمله کرد و پس از شکست آنان، قوم آمارد وادار به کوچ اجباری به بیرون از حاشیه جنوبی دریای مازندران شدند.
تپوری‌ها در عصر آشوریان، هخامنشی و اسکندر در ارتفاعات البرز و در منطقه ای بین هیرکانیا و آمارد سکونت داشتند. کوچ گسترده برخی تیره‌های قوم تپور و جایگزین شدن این بخش از تپوری‌ها به جای آماردها در نواحی غربی در دوران فرهاد اشکانی به شکل‌گیری سرزمین تپورستان منجر شد. چنانچه بعدها از سرزمین تپورستان در نقشه‌های جغرافیایی یونانی و رومی و گزارش مورخان یونانی و رومی، چه در دوران اشکانیان و چه در دوران ساسانیان می‌توانیم ببینیم. مانند تصویر نقشه‌ای از قلمرو دولت یونانی بلخ که ارائه شده است؛ که در پی شکست اشکانیان از دولت یونانی بلخ، تپورستان باستان (TAPURIA) و خراسان باستان (TRAXIANE) برای مدتی در تصرف دولت یونانی بلخ مانده بود. پس از حمله عرب‌ها و اشغال ایران به‌دست عرب‌ها، تپورستان در نوشته‌ها و منابع ایرانی و عربی به طبرستان معرب گشت و پسوند نام بسیاری از بزرگانش، طبری بود، چون محمد بن جریر طبری و ابن ربن طبری و مازیار بن قارن طبری و فضل بن قارن طبری و …
طبرستان تا سیصد سال در برابر حملات عرب‌ها پایداری کرد و مستقل ماند و هرگز به تصرف ترکان و مغولان در نیامد.

#### قوم داههدر تپورستان
در فرهنگ شاهنامه، ذیل کلمه سگسار آمده است: «از مرز و بوم‌هایی که داهیان در آن جای گرفتند». و راجع به داهیان در ذیل کلمه سکزی می‌خوانیم: «... داه گروهی بودند از آرین که در دشت خوارزم جای گرفتند و پس از آن در کنار جنوبی دریای خزر جایگیر شدند. از … آنان مردم بستوه آمدند. پادشاه ایران گروه داه را پراکنده‌ساخت. یکدسته از آنان را به زابلستان کوچانید و آنان را سکزی خواندند … و دشت خوارزم داهستان نامیده شد که مخفف آن دهستان است و اکنون به دهستان معروف است و یکدسته از گروه داه را در زمینی جای دادند در طبرستان …»
گفتنی است که قوم داهه یکی از طوایف سکایی بوده و شاهان اشکانی ایران از آن قوم بوده‌اند.

### قوم باستانی آمارددرآملو مرکز مازندران امروزی و ریشه نام آمل
آمارد، مارد، آمار یا مرداها (به زبان سکایی: آمارد، Amard؛ به زبان پهلوی: آمویی، Amui) قومی آریایی که به مردمان داهه و سکایی و پارسی پیوند داده شده است که در شمال ایران و به صورت عمده در آمل و مناطق مرکزی استان مازندران امروزی زندگی می‌کردند. هرودوت از قبیله مارد (mardes) در کنار دائی‌ها (daens)، دروپیک‌ها (dropiques)، و ساگارتی‌ها (sagarties) به عنوان پارس‌های کوچنشین و صحراگرد یاد کرده است. بنابر نظر ریچاردفرای، آملی کورت و دانشنامه ایرانیکا، آماردها آریایی و قومی نیرومند و جنگجو بوده‌اند. بنابر نظرریچاردفرای دو آمل یکی در مازندران و دیگری در آمودریا قرار داشته که نشانه کوچ این قوم ایرانی‌تبار هست. بنابر نظر ریچارد فرای نام شهر آمل مازندران به سکونت آماردها در آن منطقه برمیگردد.
در کتاب تاریخ ایران کمبریج جلد سوم در صفحه ۷۶۶ چاپ ۱۹۸۳، آماردها قومی خوانده شده‌اند که تا دوران فرهاد یکم اشکانی در منطقه آمل مازندران می‌زیستند و فرهاد یکم بخشی از این قوم را به منطقه دربند در قفقاز کوچاند و باقی‌مانده آن‌ها با تیره‌ای از قوم تپور که، از پرثوه (Parthyene) به مناطق مرکزی جنوب دریای کاسپین (مازندران کنونی) کوچانده شده بودند، آمیخته شده و قومیت مازندران (تپورستان) را تشکیل دادند.
راویلسون نیز به حمله فرهاد یکم اشکانی، به قلمرو آماردها در مازندران امروزی و نواحی شرقی البرز پرداخته و از اخراج و کوچ اجباری قوم آمارد به‌دست فرهاد یکم خبر داده است.
یحیی ذکا در <کاروند کسروی> آورده است: آما، آماردان یا ماردان، در زمان لشکر کشی اسکندر مقدونی به ایران، این تیره در مازندران نشیمن می‌داشتند و آن هنگام هنوز قبایل تپوران به آنجا نیامده بودند ولی سپس چنان‌که از گفته‌های استرابو پیداست در آذربایجان و ارمنستان و پارس و دیگر جاها پراکنده شدند.

### گشنسب شاهان تپورستان
گشنسب شاهان یا گشنسپداد گرشاهی سلسلهٔ پادشاهی در طبرستان بوده که در عصر اشکانیان در منطقه کوهستانی شرق مازندران شکل گرفت.
این سلسله در اوایل عصر ساسانی قلمروی خود را تا گیلان گسترش دادند. در دوران اردشیر ساسانی قلمروی گشنسب شاهان علاوه بر رویان و طبرستان شامل گیلان، دیلمان و دماوند می‌شده است.

### ریشه
ریشه خاندان گشنسپداد گرشاهی به مناطق کوهستانی شرق طبرستان منطقه هزارگری و شهر تمیشه می‌رسد و واژه گر به مردمان طبری کوهستان شرقی طبرستان اطلاق می‌گشت. از آنجا که این خاندان ساکن در منطقه کوهستانی مازندران بودند گرشاه لقب گرفتند. لقب پتشخوارگرشاه به پادشاه‌هان کوهستان طبرستان داده می‌شد.

#### شکل‌گیری
به اعتقاد برخی مورخان این سلسله در سال ۳۳۰ قبل از میلاد مسیح در ناحیه تپوری نشین دریای خزر واقع در کوهستان شرق مازندران شکل گرفت. اردشیر برزگر در کتاب خود آغاز پادشاهی خاندان گشنسپ شاهان را پس از مرگ اسکندر مقدونی در قرن سوم پیش از میلاد می‌داند ولی مشخص نیست که آیا گشنسب شاهان از نسل فرادات، حاکم طبرستان در زمان هخامنشیان و اسکندر، است یا خیر. به اعتقاد برخی مورخان دیگر این سلسله در سال ۱۷۰ قبل از میلاد مسیح پس از کوچ برخی از اقوام تپور از شرق مازندران به منطقه آمارد در غرب مازندران (رویان) به مرکزیت آمل شکل گرفت.

#### سقوط
گشنسب شاهان تا سال ۵۳۱ میلادی در طبرستان سلطنت می‌کردند. دوام حکومت و فرماندهی خاندان گشنسب در طبرستان تا روزگار فیروز ساسانی ادامه داشته است که در این زمان ترکان صحرانورد ماوراء جیحون به خراسان و مرزهای تپورستان (طبرستان) تاخته‌اند. کاری از گشنسب شاهان برنیامد ولی کیوس فرزند ارشد قباد شاه ساسانی، به امر پدر به کمک مردم طبرستان شتافت و کیوس به فرمان برادر با سپاهی انبوه از تبرستانی‌ها به سمت خراسان رفت و خاقان ترک را شکست داد. از این زمان حکومت خاندان گشنسب پایان یافت و حکومت به ساسانیان منتقل شد. در این سال کیوس، پسر مهتر قباد و برادر خسرو انوشیروان، خود از طرف پدرش قباد به فرمانروایی در طبرستان پرداخت. کیوس آیین مزدکی داشت و مزدکیان می‌خواستند او را به پادشاهی بنشانند از این جهت خسرو انوشیروان او را از طبرستان برداشته، قارن پسر سوخرا را به جای او گماشت. از این تاریخ سلسله کارنوندیان در طبرستان روی کار می‌آیند که ایشان را آل قارن می‌خوانند.

### اقوام طبری پس از اسلام
پس از اسلام مردم طبرستان با نام طبری شناخته می‌شدند که این واژه معرب لفظ تپوری و تپری است. یعقوبی در تاریخ یعقوبی مردم طبرستان را از قوم تبر معرفی می‌کند. یعقوبی می‌نویسد:

فرزندان عامور بن ثوبل بن یافث بن نوح به طرف چپ خاور بیرون شدند و جمعی از آنها؛ یعنی فرزندان ناعوما از ناحیه جربی به سمت شمال رفتند و در شهرها پراکنده شده و چندین امت شدند به نام‌های برجان، دیلم، تبر، طیلسان، جیلان، فیلان، الان، خزر، دودانیه و ارمن.

طبری مورخ قرن سوم از مردم طبرستان با نام طبریان یاد می‌کند. وی می‌نویسد:

جمع دیلمیان را در دامنه و در جنگل یافتند که آهنگ دیلم را داشتند، محمدبن ابراهیم را از محلشان خبر دادند که از جانب خویش، طبریان و دیگران را فرستاد که به آنها رسیدند و راهشان را بگرفتند و دستگیرشان کردند که آنها را به همراه علی بن ابراهیم به شهر ساریه فرستاد.

در پادشاهی یزدگرد درعنوان «تاختن سعد وقاص به ایران و فرستادن رستم فرخزاد به جنگ او» در جنگ قادسیه در نامه‌ای که رستم فرخزاد به برادرش می‌نویسد، از بزرگانی که با او بوده‌اند به یک رزمنده طبری با نام می‌روی طبری اشاره می‌کند. فردوسی در شاهنامه در دوران لشکرکشی اعراب به ایران در زمان یزدگرد سوم به اقوام طبری اشاره می‌کند:
| چو می‌روی طبری و چون ارمنی   |  | به جنگ‌اند با کیش آهرمنی    |
| چو کلبوی سوری و این مهتران  |  | که گوپال دارند و گرز گران  |
| همی سر فرازند که ایشان کیند |  | به ایران و مازندران برچیند |

نظامی در وصف زبان دری به زبان‌های تازی، بخاری و طبری اشاره می‌نماید:
| زان سخن‌ها که تازی است و دَری |  | در سواد بخاری و طبری |

### قوم طبری در عصر امویان
درسال ۴۸ قمری به دوران زمامداری معاویه، مصقله بن هبیره الشیبانی ادعا کرد با چهار هزار مرد می‌تواند طبرستان را مسخر کند و از معاویه لشکر گرفت، به ری رفت و از ری به طبرستان رهسپار شد و مدت دو سال در این حدود با طبریان جنگید و سرانجام خود و لشکریانش در سال ۵۰ قمری در کندسان کجور همگی کشته شدند.
محمد بن جریر طبری می‌گوید: مصقله با ده هزار نفر به غزای طبرستان رفت و سپاهیانش در رویان طبرستان به خطر افتادند و در یکی از دره‌های که طبریان تنگناهای آن را دانسته بودند همگی را کشتند که طبریان آنجا را دره مصقله گویند و چنان شد که به سرانجام وی مثل می‌زدند و می‌گفتند: وقتی که مصقله از طبرستان باز آید.
احمد بن یحیی بلاذری نویسنده مورخ و نویسنده کتاب فتوح البلدان می‌نویسد: مردمان طبری همه جنگی و دلیرند، معاویه ده هزار مرد به سپاه مصقله افزود، دشمنان با وی حیله کردند و چنان وانمود کردند و چنان وانمودند که هیبت وی بر دلهایشان نشسته است تا مصقله سپاه را به درون طبرستان آورد و چون نزدیک گذرگاه‌های کوهستان رسید، طبریان در آنجا کمین کرده بودند پس سنگ‌های کوهسستان را بر سر ایشان افکندند چنان‌که آن لشکریان همه هلاک گردیدند.
ابن فقیه همدانی پس از شرح لشکرکشی مصقله به طبرستان به دوران معاویه می‌نویسد: سپس عبیدالله بن زیاد بین ابی سفیان، محمد بن اشعث کندی را به ولایت طبرستان فرستاد. ابن اشعث با طبری‌ها صلح کرد و با آنان پیمان نوشت بدینگونه اورا مهلت دادند تا پا به درون طبرستان نهاد و طبریان در آن حال تنگه را بر او گرفتند و فرزندش ابوبکر را کشتند و چشمش را درآوردند لیکن ابن اشعث رهایی یافت. پس از آن مسلمانا در آن مرز می‌جنگیدند ولی از رفتن به درون زمین دشمن یعنی طبرستان پرهیز همی داشتند.

### قوم طبری در عصر عباسیان
احمد بن یحیی بلاذری در عهد منصور از طبریان می‌نویسد: طبریان گاه به خراج تن در می‌دادند و گاهی سرپیچی می‌کردند، گاه به جنگ بودند و گاه به صلح بودند. طبریان در زمان خلافت منصور گروهی از مسلمین را کشتند.

### اقوام طبری عصر زندیه
محمدصادق نامی اصفهانی مورخ قرن ۱۲ عصر زندیه در تاریخ گیتی‌گشا از سکنه مازندران به عنوان اقوام طبری یاد می‌کند وی می‌نویسد:

محمد دادویی سوادکوهی چهل پنجاه نفر از طبریان (طبری‌ها) را که در آن هنگام ترقی عوامل نشین و گاو سوار بودند جمع آورده و بجانب اردوی شیخ علی خان شتافت. چون مومی الیه (فرد اشاره شده) اولین کسی بود که از مازندران به اردوی جناب شیخعلی خان رسیده از جمله سایر طبریان پیشترطریق خدمت گردیده، بجهت تألیف قلوب سایر طبریان و امیدواری جمهور اهل مازندران اورا لقب خانی داده و محمد خان نام نهاده.

### اقوام طبری عصر قاجار
در عصر قاجار از سکنه مازندران با عنوان طبری و مازندرانی یاد شده است.
جان مکدونالد کینر سیاح انگلیسی که در دوره فتحعلی‌شاه قاجار به ایران آمده بود دربارهٔ شجاعت و جنگاوری قوم مازندرانی چنین می‌نویسد:

مدرسه فاضل‌خان یکی از شانزده مدرسه معتبر علوم دینی در زمان فتحعلی‌شاه در مشهد است که املاک و دکاکین زیاد بر آن وقف است، بانی این مدرسه شخصی است که در هندوستان ثروتمند شده است، گویند بانی شرطی برای ساکنان مدرسه قرار داده و آنرا بر روسی سنگی رسم و در محلی که در مدنظر است نصب نموده و آن شرط اینست که سه طایفه نباید در این مدرسه منزل نمایند، هندی، مازندرانی و عرب، چرا که هندی‌ها به حقیقت دروغگو می‌باشند و مازندرانی‌ها جنگی می‌باشند و اعراب ناتمیز و کثیف می‌باشند و گویند طلبه عربی به مشهد آمده و خواست در مدرسه فاضلخان ساکن شود، رئیس مدرسه گفت ممکن نیست و جهت را به او اظهار داشت، عرب دست‌های خود را به سوی آسمان بلند نمود و گفت ای فاضلخان خدا ترا رحمت کند که حرف راستی زده‌ای.

### دسته‌بندی و قشون بندی اقوام طبری در غرب مازندران در عصر قاجار
در دوره قاجار پس از تبعید کردهای خواجوندی به منطقه کجور و کلاردشت در غرب مازندران دو دسته‌بندی و قشون بندی متفاوت با نام ایل و گیل توسط دستگاه حکومت قاجار در منطقهغ رب مازندران شکل گرفت. ایل به لک‌ها، لرها و کردهای خواجوند گفته می‌شد که به این منطقه تبعید شده بودند و در ان دوره به گویش خواجوندی گویش می‌کردند. گیل به غیر خواجوندهای منطقه کجور و کلاردشت اطلاق می‌گشت که به زبان مازندرانی صحبت می‌کردند. همچنین تمامی طوایف مهاجر غیر کرد ساکن در کلاردشت و کجور مانند طایفه دادویی که از سوادکوه به کلاردشت مهاجرت کردند و طایفه اسحاقی که از لیتکوه آمل به کجور مهاجرت نمودند و حتی ترک‌ها و شیرازی‌های مهاجر هم در دسته‌بندی گیل‌ها یعنی غیرخواجوندها محسوب می‌شدند و جز قشون و دسته گیل‌ها (غیر خواجوند) قرار می‌گرفتند. این دسته‌بندی و قشون بندی زمینه‌ساز یک قرن جنگ و نزاع بین گیل‌ها (سکنه بومی) و ایل‌ها (سکنه غیر بومی) در منطقه کجور و کلاردشت شد که از پیدایش قاجار تا روی کار آمدن پهلوی ادامه داشت. علت ایجاد این دسته‌بندی و قشون بندی جلوگیری از جنگ و شورش اهالی کجور و کلاردشت علیه حکومت مرکزی بود. گیل در زبان طبری به معنای کشاورز و دهقان است و این لفظ در دوران قاجار در منطقه غرب مازندران در مفهوم غیرخواجوند نیز به کار می‌رفت.

## گالش
گالِش یا قوم گالش در نواحی کوهستانی در امتداد البرز از سفیدرود تا شرق مازندران سکونت دارند و گاوچران هستند و ریشه واژه گالش به همین مضمون هست در حالی که که گویشوران گونه‌های گالشی در سرتاسر گیلان فهم متقابل دارند اما گالشیِ گیلان به‌طور کامل با گالشیِ مازندران تفاوت دارد. گالش‌ها چه در مازندران و چه در شرق گیلان خود را گالش و زبان خود را گالشی می‌نامند و توسط جلگه نشین‌های مازندران و شرق گیلان با نام گالش شناخته می‌شوند. گالش‌های طبری شاخه ای از اقوام تبری‌تبار هستند که در مناطق کوهستانی استان‌های مازندران و گلستان زندگی می‌کنند و به زبان مازندرانی سخن می‌گویند.گالش یا گاولش «Galeš»، در مازندرانی معنای گاوبان را می‌دهد. بعبارت ساده‌تر گالش یعنی کسی که دامداری می‌کند و گاو و گوسفند پرورش می‌دهد. کلمه گالش از ریشه سانسکریت گئورکش «Gao-rakš» گرفته شده است «Gao» به معنی گاو و «Rakš» به معنی پاییدن و نگهبانی کردن است. همچنین در زبان مازندرانی به چوپان گاو گالش «Galeš» و به چوپان گوسفند کرد «kerd» گفته می‌شود. در متون کهن طبری از کلمه گالش به معنای چوپان استفاده شده است.

### گالش در برابر مازرونی
در دوران قدیم سرزمین مازندران که عموماً طبرستان نامیده می‌شد به دو بخش جلگه و کوهستان تقسیم می‌شد که به قسمت جلگه ای آن مازندران و به قسمت کوهستانی آن طبرستان گفته می‌شد. در مازندران لفظ مازرونی به معنای جلگه نشین است و این لفظ در برابر لفظ کوهی که شامل گالش و تات می‌شود قرار میگرد. لفظ گالش در مازندران به معنای کوهنشین و دامدار و چوپان است و در مقابل نام مازرونی در مفهوم جلگه نشین و دشت نشین استعمال می‌شود. زبانی که گالش‌ها در مازندران به آن زبان گالشی می‌گویند با زبانی که گالش‌های گیلان در شرق گیلان به آن گالشی می‌گویند متفاوت است.

### گویش گالشی مازندران
گالش‌هایی که در کوهستان مازندران زندگی می‌کنند به گویش گالشی از زبان مازندرانی سخن می‌گویند. زبانی که گالش‌ها در مازندران به آن زبان گالشی می‌گویند با زبانی که گالش‌های گیلان در شرق گیلان به آن گالشی می‌گویند متفاوت است.
متن زیر به گویش گالشی منطقه دودانگه ساری است:
| فارسی معیار | گویش گالشی مازندران | گویش گالشی مازندران (لاتین) |
| --- | --- | --- |
| بنده علی خورشیدیان، گالش هستم. من عرض کنم امسال نود سال دارم. رضا قلدر آمد از دست احمدشاه پادشاهی را گرفت و او را راهی خارج کرد. من پانزده سال داشتم حالا حساب کن. | بَندِ علی خورشیدیان، گالِش هَسِمه. مِن اَرز هاکِنم امسال نود دارِمبه. رضا قُلدُر بیَموئه احمدشا دَس جِه شایی رِ بَیته وِرِ رایی هاکِرده خارجه. مِن پُنزَ سال داشتِمه اِسا حساب هاکِن. | bande ali xoršidiân, gâleš hasseme. men arz hâkenem emsâl naved dârembe. reza qoldor biamue ahmad šâ-e das-je šâi-re baite o vere râi hâkerde xâreje. men ponza sâl dâšteme esâ hesâb hâken. |

## ژنتیک

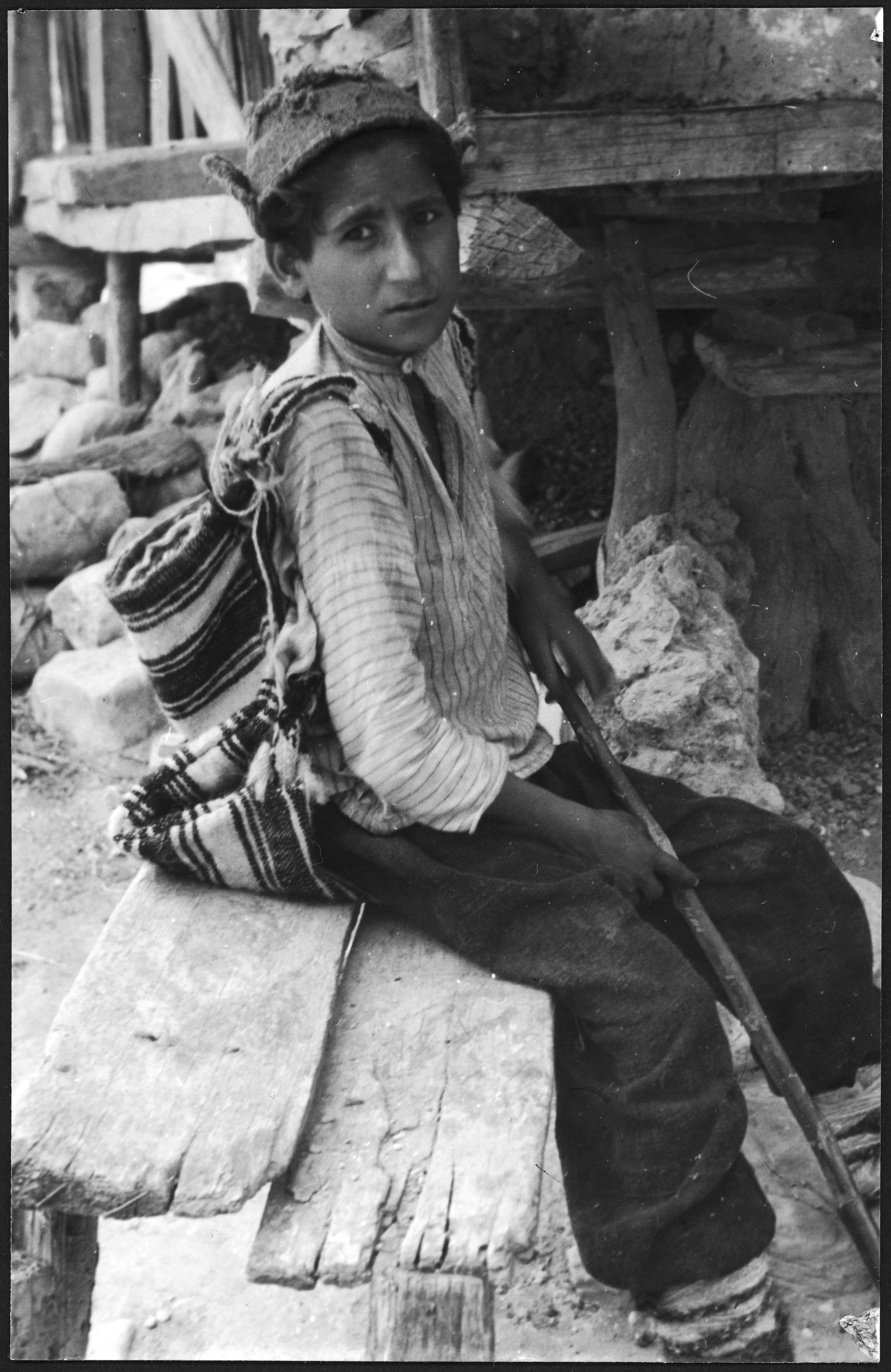
پسری مازندرانی (عکس از آنه ماری شوارتسنباخ حدود سال ۱۹۳۹)

مازندرانی‌ها و گیلکان که ارتباط نزدیکی با آنان دارند در منطقه جنوب دریای مازندران ایران زندگی می‌کنند و به زبان‌هایی صحبت می‌کنند که به شاخه شمال غربی زبان‌های ایرانی تعلق دارد. تصور رفته است که اجداد آنان از قفقاز آمده‌اند و ممکن است جایگزین گروه‌هایی شده باشند که پیشتر در جنوب خزر می‌زیستند. شواهد زبانشناسانه این سناریو را تقویت می‌کند، چرا که زبان‌های گیلکی و مازندرانی (و نه دیگر زبان‌های ایرانی) ویژگی‌های تیپولوژیک مشترکی با دیگر زبان‌های قفقازی دارند. تحلیل‌هایی از واریاسیون mtDNA و Y کروموزوم در بین گیلک‌ها و مازندرانی‌ها انجام شده است.
بنا بر رشته‌های mtDNA HV1 , گیلک‌ها و مازندرانی‌ها بیش از همه به همسایگان جغرافیایی و زبانشناسانه‌شان یعنی دیگر گروه‌های ایرانی شباهت دارند. به هر روی انواع کروموزوم وای آن‌ها بیش از همه به موارد دیده شده در قفقاز جنوبی شبیه است.
سناریویی که این تفاوت‌ها را توضیح می‌دهد این است که منشأ گیلکان و مازندرانی‌ها جنوب قفقاز بوده و در پی آن ورود ژن‌های زنان دیگر گروه‌های بومی ایرانی احتمالاً به دلیل اقامت با خانواده همسر صورت گرفته است. از آنجا که mtDNA و زبان از طریق مادر منتقل می‌شوند ورود زنان ایرانی محلی ممکن است منجر به جایگزین شدن زبان آبا و اجدادی قفقازی و انواع mtDNA گیلکان و مازندرانی‌ها با زبان ایرانی و انواع mtDNA کنونی شان شده باشد. جایگزینی همزمان زبان و mtDNA ممکن است پدیده ای عمومی تر از آنچه پیشتر شناخته شده، باشد.
گروه‌های مازندرانی و گیلک در شاخه بزرگتر متشکل از جمعیت‌های اهل قفقاز و آسیای غربی قرار می‌گیرند و مشخصا با گروه‌های جنوب قفقاز مردم گرجی، مردم ارمنی، و مردم آذری نزدیکند. ایرانیان اهل تهران و اصفهان از این گروه‌ها دورترند.

### هاپلوگروپ
آنالیز از پاتریلین‌های کروموزوم Y آشکار نمود اولین هاپلوگروپ J2 در دوره نئولیتیک یا نوسنگی از مازندران شناسایی شده است هاپلوگروپ J2 دی ان ای پدری غالب در میان مازندرانی‌ها هست.
در بین هاپلوگروپ‌های به دست آمده از مردان مازندرانی بیش از ۵۰ درصد نمونه‌ها هاپلوگروپ J2 است، که این مقدار پس از زرتشتیان یزد بالاترین میزان در ایران است.
قدیمی‌ترین نمونه (جسد) کشف شده با شناسه j2a از زیر شاخه‌های هاپلوگروپ J2 در غار هوتو در شهرستان بهشهر استان مازندران ایران کشف شده که مربوط به دوازده هزار سال پیش است و تخمین زده می‌شود که این هاپلوگروپ حدود نوزده الی بیست و چهار هزار سال پیش به وجود آمده باشد.
در جدیدترین پژوهش بر روی اسکلت‌های خیلی قدیمی در ایران، هاپلوگروپ بقایای تمام اسکلت مورد آزمایش مردان شهر سوخته همگی هاپلوگروپ J2 اعلام شد. به نظر می‌رسد این هاپلوگروپ از نواحی شمالی فلات ایران به دیگر نواحی همچون قفقاز شرقی، خاور نزدیک و جنوب اروپا گسترش یافته باشد.
همچنین هاپلوگروپ R1a با ۲۵ درصد دومین هاپلوگروپ رایج در مازندران است.
بعد از آن هاپلوگروپ G با ۱۵ درصد با زیر شاخه‌های G1 و G2a
سومین هاپلوگروپ رایج در مازندران است و بقیه هاپلوگروپ‌ها ۱۰درصد باقیمانده را شامل می‌شوند.

## زبان

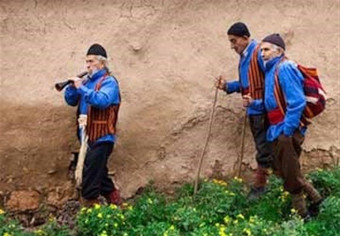
نوروز خوانی در مازندران.

زبان مازندرانی یکی از زبان‌های ایرانی شمال‌غربی است که در گروه زبان‌های کنارهٔ دریای مازندران قرار دارد. این گروه شامل تاتی، تالشی، گیلکی و مازندرانی است که از دیدگاه تاریخی به زبان پهلوی اشکانی وابسته‌اند. ساکنان مناطق مختلف آن را به نام‌های مختلفی می‌شناسند، به ویژه پس از جدایی استان گلستان در سال ۱۹۹۷ (۱۳۷۶ شمسی و ۱۵۰۸ مازندرانی) مردم آن دیار ترجیحاً خود را تبری (تپوری) می‌شناسند. همچنین در کوهپایه‌های جنوبی البرز (حومهٔ تهران)، علاوه بر نام مازندرانی با نام‌های مازنی، مازرونی، تبری/طبری نیز نامیده می‌شود. مردم مازندران به شعرهای آوازی خود تَبَری و تَوَری می‌گویند.
در میان زبان‌های ایرانی، این زبان بیشترین آثار نوشتاری را در طی سده‌های دهم تا پانزدهم میلادی، به خود اختصاص داد؛ که با حکومت مستقل و نیمه مستقل اسپهبدان در تبرستان این وضعیت به‌دست آمده است. کارهای بزرگ و ارزشمندی به این زبان نوشته شد که غیر از برخی خرده‌نوشتارهای میان مطالب مرتبط به مازندران در فارسی؛ همگی از بین رفتند. مازندرانی متعلق به گروه زبان‌های شمال غربی ایرانی بوده و از لحاظ زبان‌شناختی با فارسی به صورت دوجانبه غیر مفهوم است. 
زبان مردم طبرستان زبان طبری بوده است و به زبان مردم طبرستان زبان طبری و زفان طبری می‌گفتند که از قرن هفتم نام مازندرانی جایگزین نام طبری گشت. در کتاب انتخابات البهیه به نقل از کتاب مسالک الممالک اصطخری در باب زبان مازندرانی آمده است: طبرستان زمینی هامون است و کشاورزی کنند و ستور دارند و زبانی دارند نه تازی نه پارسی و بومی هستند که دیگر دیلمان زبان ایشان را ندانند و تا روزگار حسن بن زید(۲۵۰–۲۷۰) مردم طبرستان و دیلمان کافر بودند.
مقدسی در قرن چهارم می‌نویسد: زبان مردم گرگان و قومس باهم قرابت دارد و مردم آنجا «ه» را زیاد به کار می‌برند و می‌گویند «هاکن» و «هاده» و زبان مردم طبرستان بدان نزدیک است مگر آنکه در آن عجله و شتابناکی هست. زبان مردم دیلم پیچیده و برعکس است و گیلانیان «خ» را زیاد استعمال کنند.

## پراکندگی جغرافیایی

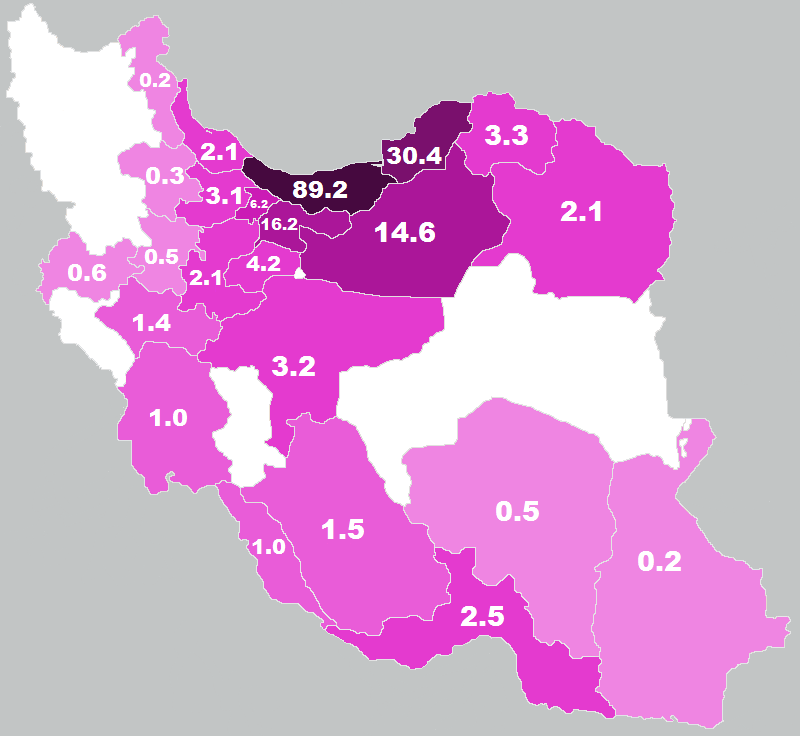
پراکندگی مردم مازندرانی در استان‌های ایران

این مردم در زبان مازندرانی به نام مازنی، مازرونی یا تبری/طبری خود را می‌شناسند در سرزمینشان طبرستان یعنی مازندران و گلستان به ویژه غرب و جنوب استان گلستان به صورت اکثریت زنده گی می‌کنند و در سایر مناطق ایران با جمعیت زیاد و کم در اکثریت استان‌های ایران به ویژه استان‌های گلستان، تهران، البرز، سمنان (ایل الیکایی) و سایر نقاط ایران؛ گسترده شده‌اند. مردمانی که امروزه اصالت مازندرانی دارند چه در استان مازندران و چه در استان‌های گلستان، سمنان و تهران جمعیتی بالغ بر هفت میلیون نفر دارند.
همچنین با توجه به منبع از کتاب قصه سنجان دسته‌ای از زرتشتیان مازندرانی در زمان حمله اعراب از شهر ساری در ایران به ایالت گجرات کوچ کردند و نام نخستین آن شهر ناگ مندال بود و چون منطقه را از لحاظ آب و هوایی شبیه به شهر خودشان (ساری) یافتند آن را نوساری به معنای ساری جدید نامگذاری کردند.
علاوه‌براین گروهی دیگر از مردم تبری از فیروزکوه در زمان امیر تیمور و به خواسته وی در سده پانزدهم میلادی به افغانستان کوچ کرده‌اند و این قوم زبان و فرهنگ مازندرانی را در محیط خود حفظ کرده و رواج داده‌اند.
این قوم فیروزکوهی اکنون در منطقه مسیر رود مرغاب در شرق و شمال شرقی قلعه نو زندگی می‌کنند و جمعیت آن بیش از نود هزار نفر است.
طایفه الیکایی (الیکائیج) یکی از اقوام بومی منطقهٔ کلارستاق (چالوس، مرزن آباد و کلاردشت)، کجور (نوشهر و نور) مازندران هستند که جمعیت قابل توجهی از آنها در شهرستان‌های سمنان، آرادان، گرمسار و ایوانکی استان سمنان و همچنین شهرستان‌های تهران، فیروزکوه، دماوند و ورامین و استان‌های البرز و قم سکونت دارند.
بخشی از طوایف سوادکوه در اوایل دوران قاجار در تهران و قزوین ساکن شدند.
بخشی از مردم مازندرانی و همچنین خوانین مازندرانی در دوران اسپهبدان، صفویه، قاجار و همچنین در دوران پهلوی اول به استان‌های قزوین، زنجان، کرمانشاه، همدان، مرکزی، قم، لرستان، اصفهان، فارس، کرمان، گیلان و خراسان تبعید شدند. طایفه نوری به زنجان، قزوین، گیلان، قم، مرکزی، شیراز، اصفهان و خراسان تبعید شدند. طایفه میار به اصفهان، قزوین، شیراز، ملایر، خرم‌آباد و کرمان تبعید شدند. طایفه دادوئی، تبرسو و لاهویی به قزوین، قم، زنجان، همدان و کرمان تبعید شدند. طایفه لاشکی، غفاری، یزدانی و حاتمی به کرمان، بم، ملایر و شیراز تبعید شدند. طایفه دیوسالار به خرم دره و زنجان تبعید شدند. طایفه زهری به ملایر تبعید شدند. طایفه فقیه به شیراز و مرودشت تبعید شدند. طایفه کجوری و کلارستاقی به کاشان، اصفهان، شیراز، همدان و کرمانشاه تبعید شدند. بخش قابل توجهی از مردم مازندران برای کار به استان‌های صنعتی همچون مرکزی، البرز، بوشهر، هرمزگان و خوزستان مهاجرت نموده‌اند.

## طوایف

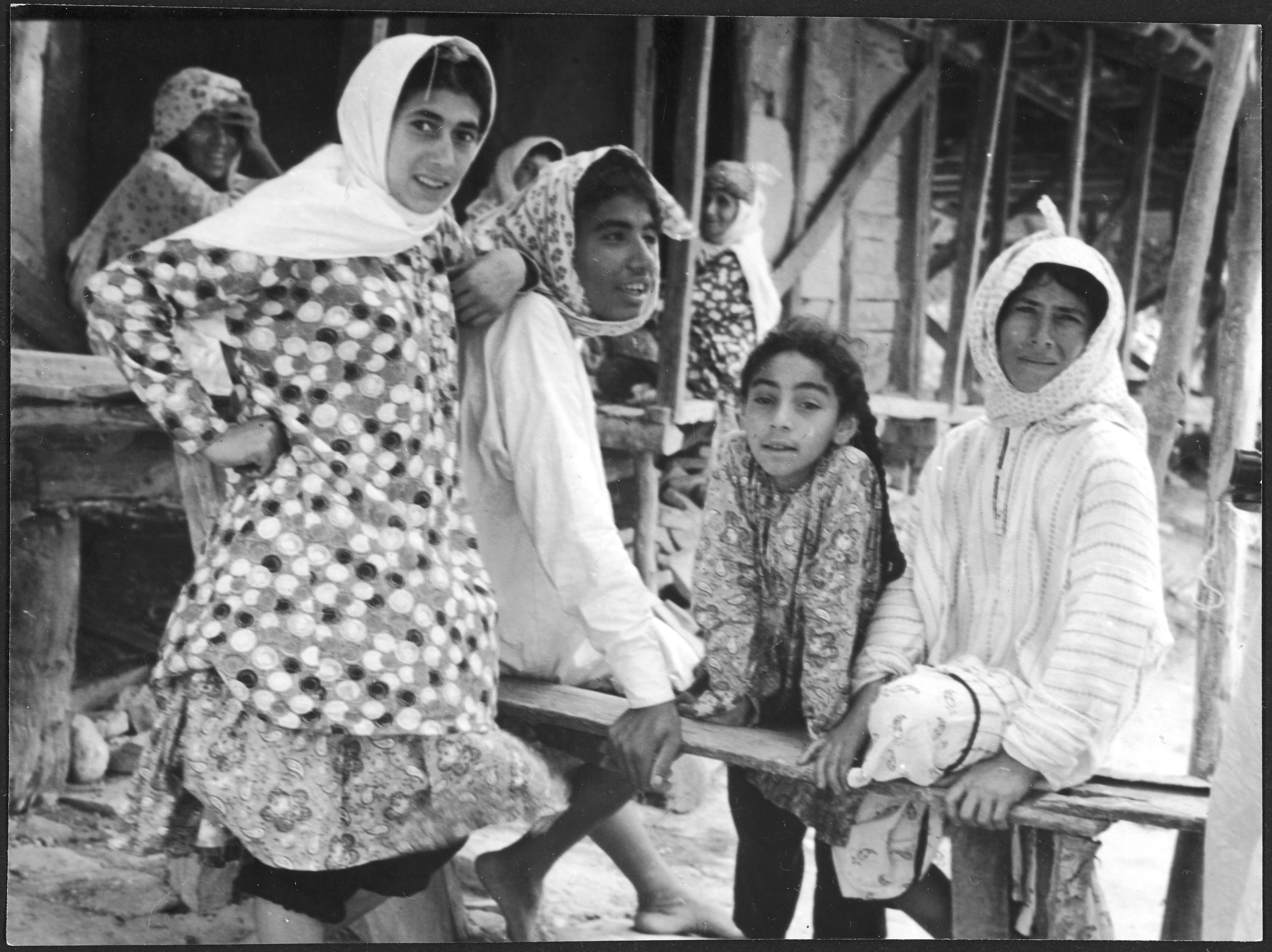
چند دختر مازندرانی (عکس از آنه ماری شوارتسنباخ حدود سال ۱۹۳۹)

### کتول
کَتول‌ها مردمی طبری‌تبار هستند که بومیان اصلی ساکن در منطقه علی آبادکتول و دشت کمالان در استان گلستان را تشکیل می‌دهند. مردم کتولی از قومیت طبری (مازندرانی) هستند و به گویش کتولی که گویشی از زبان مازندرانی هست سخن می‌گویند.

### الیکایی
الیکایی نام ایل بزرگی است که درمناطق گرمسار، مجن، آرادان، ورامین، فیروزکوه، دماوند، آمل، چالوس، نوشهر، شمیرانات، شاهرود و ساوجبلاغ زندگی می‌کنند. این ایل تبری‌تبار در قدیم به صورت عشایری زندگی می‌کردند. ۳۰ هزار نفر جمعیت دارند و به گویش الیکایی از زبان مازندرانی گویش می‌کنند.

### طوایف طبرستان در صدر اسلام
ابن اسفندیار از برخی طوایف طبرستان که حکومت برخی از نقاط شرق طبرستان را بر عهده داشتند نام می‌برد که برخی از آنها عبارتند از: باوند، قارنوند، لورجانوند، لارجان (لاریجان)، مرزبان، استندار، دابوان، کولایج، لاسان، سعیدوها، امیرکا و کبودجامه.

## عشایر
ایلات قوم طبری به ایلاتی چون ایل الیکایی، ایل پرور، ایل چاشم، ایل کلاته، ایل چهارده، ایل خورشیدی، ایل حدادی، ایل هیکو، ایل صوفیان، ایل بوربور می‌شود که زندگی عشایری یا نیمه عشایری دارند و در چهار استان مازندران، سمنان، تهران و البرز سکونت دارند و به زبان طبری صحبت می‌کنند.

### ایل الیکایی
ایل الیکایی یکی از ایلات طبری در استان‌های سمنان و تهران و البرز و مازندران است. اکثریت جمعیت این این ایل در منطقه گرمسار و آرادان استان سمنان سکونت دارند که به گویش الیکایی از زبان طبری صحبت می‌کنند.
ایلات الیکایی استان مازندران در دو دهستان بالا لاریجان و دابوی جنوبی شهرستان آمل سکونت دارند. بخشی از الیکایی‌های غرب مازندران در منطقه بلده نور، نوشهر، چالوس، مرزن آباد و کلاردشت سکونت دارند.
ایلات الیکایی استان سمنان در دهستان لجران بخش مرکزی شهرستان گرمسار و دهستان کهن آباد و یاتری شهرستان آرادان استان سمنان سکونت دارند.
ایلات الیکایی استان تهران در دهستان‌های دوبلوک و پشتکوه و حبلرود شهرستان فیروزکوه و شهر ارجمند و در دهستان ابرشیر و تاررود شهرستان دماوند و دهستان لواسان کوچک شهرستان شمیرانات در استان تهران سکونت دارند و به زبان طبری صحبت می‌کنند
ایلات الیکایی استان البرز در دهستان سعید آباد شهرستان کرج استان البرز سکونت دارند و به زبان طبری صحبت می‌کنند.

### ایل پرور
ایل پرور یکی از ایلات طبری منطقه پرور در شهرستان مهدیشهر، شهرستان سمنان و شهرستان دامغان و بخش بیارجمند و طرود شهرستان شاهرود در استان سمنان است که به گویش پروری از زبان طبری صحبت می‌کنند.
طایفه‌های پرور شامل درزی، رئیس، غازی، قارقچی، کلیج ملک، درویش و ازغال می‌شود.

### ایل چاشم
ایل چاشم یکی از ایلات طبری منطقه چاشم شهرستان مهدیشهر و دهستان قهاب رستاق بخش امیرآباد شهرستان دامغان و دهستان طرود شهرستان شاهرود در استان سمنان است که به گویش چاشمی از زبان طبری صحبت می‌کنند.

### ایل کلاته
ایل کلانه یکی از ایلات طبری در شهرستان دامغان استان سمنان است که در منطقه رودبار کلاته سکونت دارند و گویش کلاتی از زبان طبری صحبت می‌کنند.
طایفه‌های کلاته شامل گورمومنین، اسپی رو (بورنگو)، چنگی، بعقنه، کژین دشت و اسکنو می‌شود.

### ایل چهارده (دیباج)
ایل چهارده یکی از ایلات طبری در دهستان رودبار، به مرکزیت شهر دیباج، بخش مرکزی شهرستان دامغان است که به گویش چهاردهی (دیباجی) از زبان طبری صحبت می‌کنند.
مردم این ایل در قدیم در چهار روستای قلعه، ورزن، زردوان و امین‌آباد زندگی می‌کردند که همه آنها با ادغام با هم در سال ۱۳۷۵ شهر دیباج را تشکیل دادند.

### ایل خورشیدی
ایل خورشیدی یکی از ایلات طبری در دهستان چاشم شهرستان مهدی شهر استان سمنان و شهرستان دودانگه شهرستان ساری است که به گویش ساروی از زبان طبری صحبت می‌کنند.

### ایل حدادی
ایل حدادی یکی از ایلات طبری در دهستان پشتکوه شهرستان مهدی شهر و دهستان فریم بخش دودانگه شهرستان ساری است که به گویش ساروی از زبان طبری صحبت می‌کنند.

### ایل هیکو
ایل هیکو از ایلات طبری در دهستان فریم بخش دودانگه شهرستان ساری است که به گویش ساروی از زبان طبری صحبت می‌کنند.
ایل هیکو استان سمنان در دهستان چاشم شهرستان مهدی شهر و دهستان بیارجمند شهرستان شاهرود در استان سمنان سکونت دارند و زبان طبری صحبت می‌کنند.
اصالت روستای طبری نشین هیکو در شهرستان مهدی شهر به طبرستان می‌رسد

### ایل صوفیان
ایل صوفیان از ایلات طبری شهرستان مهدی شهر است که در دهستان چاشم و پشتکوه شهرستان مهدی شهر استان سمنان سکونت دارند و به زبان طبری صحبت می‌کنند.
اصالت این ایل به روستای طبری نشین ده صوفیان شهرستان مهدی شهر می‌رسد.

## دسته‌بندی
قوم طبری از اقوام ساکن شمال ایران است که نام طبرستان ریشه در نام این قوم دارد. قوم طبری در عصر باستان تپوری نامیده می‌شد و سرزمین آن‌ها تپورستان نامیده می‌شد. قوم تپوری در ابتدا در جنوب شرقی ولایت سکونت داشتند و در قید اطاعت هخامنشیان درآمده بودند و بعدها در زمان حمله مقدونیان به ایران، آماردها که در قسمت مرکزی و غربی ولایت سکونت داشتند مغلوب اسکندر مقدونی و بعد مغلوب اشکانیان شدند و اشکانیان در قرن دوم ق. م آماردها را در حوالی رگا (ری) سکونت دادند و اراضی سابق آماردها به تصرف تپوری‌ها درآمد و بطلمیوس در شرح دیلم یعنی قسمت شرقی گیلان در ساحل دریای هیرکانی (خزر) فقط از تپوری‌ها نام می‌برد. قوم طبری بر اساس سبک زندگی به هشت دسته مازِرونی (مازندی)، کوهی (تَوری)، تات، گِلک، گالِش، کِرد، مُختاباد و کَتول تقسیم می‌شوند.
1. مازرونی (مازندی): مازرونی‌ها یا مازندی‌ها بزرگ‌ترین دسته از قوم طبری هستند که عموماً در جلگه سکونت دارند و لفظ مازرونی در زبان طبری به معنای جلگه‌نشین است.
2. کوهی (توری): کوهی‌ها یا تَوری‌ها دومین دسته بزرگ قوم طبری هستند که عموماً در کوهستان سکونت دارند و لفظ کوهی در زبان طبری به معنای کوه نشین است.
3. تات: تات‌ها یکی از دسته‌های قوم طبری هستند که عموماً در نواحی کوهستانی همچون هزارجریب و بلده و سه هزار سکونت دارند و لفظ تات در زبان طبری به معنای کوهنشین و دامدار است.
4. گلک: گلک‌ها دسته ای از قوم طبری هستند که عموماً در روستاها به کشاورزی مشغول هستند لفظ گلک در زبان طبری به معنای کشاورز است و گلک منسوب به گِل و خاک است.
5. گالش: گالش‌ها دسته ای از قوم طبری هستند که عموماً در روستاها به دامداری مشغول هستند لفظ گالش در زبان طبری به معنای دامدار است و گالش در زبان طبری به معنای چوپانی است که صاحب گاو است.
6. کِرد: کِردها دسته ای از قوم طبری هستند که عموماً در روستاها به چوپانی مشغول هستند و لفظ کرد در زبان طبری به معنای چوپانی است که صاحب گوسفند است.
7. مختاباد: مختاباد یا مختاوا دسته ای از قوم طبری هستند که عموماً به‌صورت فصلی از جلگه به کوهستان کوچ می‌کنند و لفظ مختاباد در زبان طبری به معنای کوچنشین است.
8. کتول: کتول‌ها دسته ای از قوم طبری هستند که عموماً هم در جلگه و هم در کوهستان سکونت دارند و در جلگه به کار زراعت و در کوهستان به کار دامداری می‌پردازند و لفظ کتول در زبان طبری به معنای کشاورز و دارمدار است.

## پوشاک

### پوشاک مردان
پوشاک مردان طبری از دیرباز به رنگ سیاه بود. از گذشته تا عصر پهلوی چوخا به عنوان رایج تریین پارچه‌های بومی علاوه بر زنگ غالب سیاه به رنگ‌های سفید یا خاکستری روشن و گاه به رنگ‌های قهوه‌ای کم رنگ (خیری) بافته می‌شد. از زمان پیروی مردان طبری از علویان پوشیدن لباس سفید در میانشان رواج یافت.

### پوشاک زنان
پوشاک زنان طبری تا اواخر دوره قاجار، دامنی کوتاه و پرچین، موسوم به چرخ شلوار یا شله شلوار (شلیته) بود. این دامن با یک رشته دست باف به کمر محکم می‌شد. روسری بلند نخی و اغلب سفیدرنگ که به آن مکنا می‌گفتند، بخش دیگر پوشش زنان طبری بود. زنان در فصول سرد پای خود را با جوراب پشمین می‌پوشاندند. پای‌افزار زنان طبری به پای‌افزار مردان طبری شباهت داشت و بیشتر از چرم خام تهیه می‌شد.

## فرهنگ

### تقویم طبری
گاهشماری طبری / تبری (مازندرانی)، نوعی از گاهشمار ساسانی اسپهبدی است که در آن سال برابر ۳۶۵ روز و شامل دوازده ماه ۳۰ روزه بوده است.
مبدأ سال طبری از دوم مرداد ۱۳۳ سال پیش از هجرت، مصادف با پادشاهی قباد یکم و حاکم شدن فرزندش کیوس پتشخوارگر بر تبرستان است.

### اسطوره‌شناسی مازندرانی
مازندران به دلیل قرار گرفتن در میان جنگل‌های هیرکانی، رشته کوه‌های البرز و دریای مارندران از قدمتی به درازای افسانه‌ها و اساطیر حماسی و عاشقانه کهنی برخوردار است. اسطوره‌شناسی مازندرانی آنچنان اصل و ریشه ای قوی دارد که فرع و شاخه‌هایش تا جهان واقعیت امتداد می‌یابد.

### رقص مازندرانی
رقص مازندرانی از نمونه رقص‌های شمال ایران است که در استان مازندران توسط مردم طبری صورت می‌گیرد. رقص مازندرانی دارای انواع مختلفی است. دروم (تکدست)، چکه‌سما، رقص خرمن، رقص دُهُل، بینج سما، رقص لوچو و چو سما چند نمونه از مهم‌ترین رقص‌های مازندران هستند.

### کشتی‌گیری
کشتی ورزش سنتی بومی مردم تبری است و می‌توان کشتی لوچو مازندرانی را مادر کشتی آزاد دانست. کشتی لوچو از ورزش‌های پهلوانی و سنتی مازندران است. هر ساله، مردم زیادی همزمان با ۲۶ عیدما تبری (۲۸ تیرماه خورشیدی) در آیینی که به جشن مردگان معروف است، با تهیهٔ انواع غذا و خوراکی‌های محلّی، در مزار اهل قبور به شادمانی و سرور می‌پردازند. در حین برگزاری این جشن، مسابقات کشتی سنتّی لوچو هم برای شناسایی پهلوان‌ترین فرد منطقه، اجرا می‌شود.

## نام طبری در جغرافیای ایران
فهرست مناطقی که در ایران، نام آنها برگرفته از نام قوم تبری (طبری) است به شرح زیر است:
| ردیف | نام                  | شهرستان  | استان              |
| ---- | -------------------- | -------- | ------------------ |
| ۱    | روستای تبریان        | شیروان   | خراسان شمالی       |
| ۲    | روستای تبریان        | فاروج    | خراسان شمالی       |
| ۳    | روستای چشمه طبری     | جاجرم    | خراسان شمالی       |
| ۴    | روستای طبر           | جاجرم    | خراسان شمالی       |
| ۵    | روستای تبریک         | قوچان    | خراسان رضوی        |
| ۶    | روستای علی‌آباد طبارک | اراک     | مرکزی              |
| ۷    | روستای طبریجان       | بروجرد   | لرستان             |
| ۸    | روستای تبرک سفلی     | کوهرنگ   | چهارمحال و بختیاری |
| ۹    | روستای تبرک علیا     | کوهرنگ   | چهارمحال و بختیاری |
| ۱۰   | روستای تبرآباد       | کرمانشاه | کرمانشاه           |
| ۱۱   | روستای طبرگزین       | -        | کردستان            |
| ۱۲   | روستای طبره          | رامشیر   | خوزستان            |
| ۱۳   | روستای تبرسو         | کلاردشت  | مازندران           |
| ۱۴   | روستای طویر          | چالوس    | مازندران           |
| ۱۵   | قله توارکوه (تبرکوه) | چالوس    | مازندران           |
| ۱۶   | روستای تبرکلایه      | لاهیجان  | گیلان              |
| ۱۷   | روستای تبرسرا        | ماسال    | گیلان              |